# Straßenbahn Kassel
Die Straßenbahn Kassel wird heute von der Kasseler Verkehrs-Gesellschaft (KVG) betrieben und existiert seit 1877. Sie fuhr zunächst als Dampfstraßenbahn von Wilhelmshöhe zum Königsplatz, später folgten Pferdebahnen, um die Jahrhundertwende die elektrische Straßenbahn. Die Spurweite beträgt 1435 mm. Es existierte aber auch ein Meterspurnetz mit der Herkulesbahn und ein Oberleitungsbus zwischen Harleshausen, Kirchditmold und Wilhelmshöhe. Heute ist die Straßenbahn das Rückgrat des ÖPNV in Kassel und wird nach und nach ins Umland verlängert, weswegen das Netz mittlerweile eine Gesamtlänge von ca. 78 Kilometern aufweist. Neben der herkömmlichen Straßenbahn wurde nach der Jahrtausendwende ein Tram-Train-System nach dem „Karlsruher Modell“ etabliert; die RegioTram Kassel macht durchgehende Fahrten zwischen dem Schienennetz der Deutschen Bahn und dem innerstädtischen Straßenbahnnetz möglich.

## Liniennetz
Die nachfolgenden Tabellen beschreiben die Linien der Straßenbahn und RegioTram und deren Takt seit am 25. März 2018.

### Straßenbahn
| Linie | Linienweg | Betriebsform                |
| ----- | --- | --------------------------- |
| 1     | Wilhelmshöhe – Bf. Wilhelmshöhe – Wilhelmshöher Allee – Königsplatz – Holländische Straße – Vellmar Nord                                 | Einrichtungslinie           |
| 2     | Baunatal – Mattenberg – Brückenhof (nur HVZ an Schultagen)                                                                               | Einrichtungslinie           |
| 3     | Mattenberg – Helleböhn – Bf. Wilhelmshöhe – Wilhelmshöher Allee – Königsplatz – Weserspitze – Klinikum Kassel – Ihringshäuser Straße     | Einrichtungslinie           |
| 4     | Druseltal – Bf. Wilhelmshöhe – Stadthalle – Bebelplatz – Königsplatz – Bettenhausen – Kaufungen – Helsa – Hessisch Lichtenau             | Ein- und Zweirichtungslinie |
| 5     | Baunatal – Mattenberg – Auestadion – Königsplatz – Holländische Straße                                                                   | Ein- und Zweirichtungslinie |
| 6     | Brückenhof – Auestadion – Königsplatz – Weserspitze – Ihringshäuser Straße                                                               | Einrichtungslinie           |
| 7     | Mattenberg – Helleböhn – Bf. Wilhelmshöhe – Goethestraße – / (Hauptbahnhof –) Lutherplatz – (5/7 Königsplatz) – Weserspitze – Wolfsanger | Zweirichtungslinie          |
| 8     | Hessenschanze – Teichstraße – Bebelplatz – Königsplatz – Bettenhausen – Kaufungen-Papierfabrik                                           | Einrichtungslinie           |

### RegioTram
| Linie | Eisenbahnstrecken                                | Haltepunkte auf der Eisenbahnstrecke | Verlauf im Straßenbahnnetz Kassel | Fahrzeit      | seit |
| ----- | ------------------------------------------------ | --- | --- | ------------- | ---- |
| RT1   | Warburg – Kassel                                 | Hümme – Hofgeismar RE – Grebenstein – Immenhausen – Espenau-Mönchehof – Vellmar-Obervellmar RB – V.-Osterberg/EKZ – Kassel-Jungfernkopf – KS-Harleshausen – KS-Kirchditmold – Kassel Hbf (tief) RB RE                                                                                           | Hauptbahnhof (tief) – Scheidemannplatz – Wilhelmstraße/Stadtmuseum – Rathaus/Fünffensterstraße – Rathaus – Friedrichsplatz – Königsplatz – Am Stern – Holländischer Platz/Universität – Halitplatz – Hauptfriedhof – Wiener Straße – Holländische Straße | 57 min        | 2005 |
| RT4   | Volkmarsen – Vellmar-ObervellmarWarburg – Kassel | Wolfhagen RB – Altenhasungen – Oberelsungen – Zierenberg-Rosental – Zierenberg RB – Calden-Fürstenwald – Ahnatal-Weimar RB – A.-Heckershausen – A. Casselbreite – Vellmar-Obervellmar RB – V.-Osterberg/EKZ – Kassel-Jungfernkopf – KS-Harleshausen – KS-Kirchditmold – Kassel Hbf (tief) RB RE | Hauptbahnhof (tief) – Scheidemannplatz – Wilhelmstraße/Stadtmuseum – Rathaus/Fünffensterstraße – Rathaus – Friedrichsplatz – Königsplatz – Am Stern – Holländischer Platz/Universität – Halitplatz – Hauptfriedhof – Wiener Straße – Holländische Straße | (17 +) 49 min | 2006 |
| RT5   | Bebra – Baunatal-GuntershausenFrankfurt – Kassel | Melsungen RB RE – M. Bartenwetzerbrücke – M. Schwarzenberg – M.-Röhrenfurth – Körle – Guxhagen RB – Baunatal-Guntershausen RB RE B.-Rengershausen RB – Kassel-Oberzwehren RB – KS-Wilhelmshöhe RB RE IC ICE – Kassel Hbf (tief) RB RE                                                           | Hauptbahnhof (tief) – Scheidemannplatz – Wilhelmstraße/Stadtmuseum – Rathaus/Fünffensterstraße – Am Weinberg – Heinrich-Heine-Straße/Universität – Auestadion                                                                                            | 46 min        | 2006 |

### Details zum Takt
| Linie | Abschnitt                                | Mo–Fr (HVZ) | Mo–Fr | Sa 10-18 Uhr | Sa bis 8 Uhr So bis 10 Uhr | Sa 8-10 Uhr Sa 18–20 Uhr So 10-20 Uhr | So 1.5.–3.10. | Tägl. ab 20 Uhr | Nachts (Sa, So)                         | Anmerkungen                                       |
| ----- | ---------------------------------------- | ----------- | ----- | ------------ | -------------------------- | ------------------------------------- | ------------- | --------------- | --------------------------------------- | ------------------------------------------------- |
| 1     | Wilhelmshöhe ↔ Königsplatz               | 15          | 15    | 15           | –                          | 30                                    | 15            | 30              | –                                       |                                                   |
| 1     | Königsplatz ↔ Holländische Straße        | 15          | 15    | 15           | 30                         | 30                                    | 30            | 30              | Abfahrten Königsplatz 1:00 und 2:15 Uhr |                                                   |
| 1     | Holländische Straße ↔ Vellmar            | 7,5 /15     | 15    | 15           | 30                         | 30                                    | 30            | 30              | Abfahrten Königsplatz 1:00 und 2:15 Uhr |                                                   |
| 2     | Baunatal ↔ Brückenhof                    | 15          | –     | –            | –                          | –                                     | –             | –               | –                                       |                                                   |
| 3     | Mattenberg ↔ Königsplatz                 | 15          | 15    | 15           | 30                         | 30                                    | 30            | 30              | Abfahrten Königsplatz 1:00 und 2:15 Uhr |                                                   |
| 3     | Königsplatz ↔ Ihringshäuser Straße       | 15          | 15    | 15           | 30                         | 30                                    | 30            | 30              | –                                       |                                                   |
| 4     | Druseltal ↔ Königsplatz                  | 15          | 15    | 15           | 30                         | 30                                    | 15            | 30              | –                                       |                                                   |
| 4     | Königsplatz ↔ Kaufungen-Papierfabrik     | 15          | 15    | 15           | 30                         | 30                                    | 30            | 30              | Abfahrten Königsplatz 1:00 und 2:15 Uhr |                                                   |
| 4     | Kaufungen-Papierfabrik ↔ Oberkaufungen   | 15          | 30    | 30           | 30                         | 30                                    | 30            | 30              | Abfahrten Königsplatz 1:00 und 2:15 Uhr |                                                   |
| 4     | Oberkaufungen ↔ Helsa                    | 15          | 30    | 30           | 60                         | 30                                    | 30            | 60              | Abfahrten Königsplatz 1:00 und 2:15 Uhr |                                                   |
| 4     | Helsa ↔ Hess. Lichtenau                  | 15 /30      | 60    | 60           | 60                         | 60                                    | 60            | 60              | *                                       |                                                   |
| 5     | Baunatal ↔ Mattenberg                    | 15          | 15    | 15           | 30                         | 30                                    | 30            | 30              | Abfahrten Königsplatz 1:00 und 2:15 Uhr |                                                   |
| 5     | Mattenberg ↔ Rathaus                     | 7,5 /15     | 15    | 15           | 30                         | 30                                    | 30            | 15              | Abfahrten Königsplatz 1:00 und 2:15 Uhr |                                                   |
| 5     | Rathaus ↔ Königsplatz                    | 15          | 15    | 15           | 30                         | 30                                    | 30            | 15              | Abfahrten Königsplatz 1:00 und 2:15 Uhr |                                                   |
| 5     | Königsplatz ↔ Holländische Straße        | 15          | 15    | 15           | –                          | –                                     | –             | –               | –                                       |                                                   |
| 6     | Brückenhof ↔ Ihringshäuser Straße        | 15          | 15    | 15           | –                          | 30                                    | 30            | –               | –                                       | Einzelne Fahrten in der Früh über Klinikum Kassel |
| 7     | Mattenberg ↔ Scheidemannplatz            | 15          | 15    | –            | –                          | –                                     | –             | –               | –                                       |                                                   |
| 7     | Hauptbahnhof ↔ Scheidemannplatz          | –           | –     | 15           | –                          | 30                                    | 30            | –               | –                                       |                                                   |
| 7     | Scheidemannplatz ↔ Am Stern              | 15          | 15    | 15           | –                          | 30                                    | 30            | –               | –                                       |                                                   |
| 7     | Königsplatz ↔ Am Stern                   | –           | –     | –            | –                          | –                                     | –             | 30              | –                                       |                                                   |
| 7     | Am Stern ↔ Weserspitze                   | 15          | 15    | 15           | –                          | 30                                    | 30            | 30              | –                                       |                                                   |
| 7     | Weserspitze ↔ Wolfsgraben                | 15          | 15    | 15           | 30                         | 30                                    | 30            | 30              | –                                       |                                                   |
| 7     | Wolfsgraben ↔ Wolfsanger                 | 15          | 15    | 15           | –                          | 30                                    | 30            | 30              | –                                       |                                                   |
| 8     | Hessenschanze ↔ Bebelplatz               | 15          | 15    | 15           | 30                         | 30                                    | 30            | 30              | –                                       |                                                   |
| 8     | Bebelplatz ↔ Leipziger Platz             | 15          | 15    | 15           | –                          | 30                                    | 30            | 30              | –                                       |                                                   |
| 8     | Leipziger Platz ↔ Leipziger Straße       | –           | –     | –            | –                          | 30                                    | 30            | 30              | –                                       |                                                   |
| 8     | Leipziger Platz ↔ Kaufungen-Papierfabrik | 15          | 15    | 15           | –                          | 30                                    | 30            | –               | –                                       |                                                   |
| RT1   | Hofgeismar-Hümme ↔ Holländische Straße   | 30          | 30    | 30           | 60                         | 60                                    | 60            | 60              | –                                       |                                                   |
| RT4   | Wolfhagen ↔ Zierenberg                   | 60          | 60    | 60           | 60                         | 60                                    | 60            | 60              | –                                       |                                                   |
| RT4   | Zierenberg ↔ Holländische Straße         | 30          | 30    | 30           | 60                         | 60                                    | 60            | 60              | –                                       |                                                   |
| RT5   | Melsungen ↔ Auestadion                   | 30          | 30    | 30           | 60                         | 60                                    | 60            | 60              | –                                       |                                                   |

Anmerkungen:
1. ↑  KVG: Schienennetz-Benutzungsbedingungen der Kasseler Verkehrs-Gesellschaft Aktiengesellschaft (KVG). 1. März 2006, abgerufen am 11. Dezember 2023 (Schienennetznutzungsbedingungen - Besonderer Teil -, Kap. 2.1).
2. 1 2 3 4  auch an gesetzlichen Feiertagen
3. ↑  Zusatzfahrten 15 bis 16 Uhr, teils in Traktion
4. 1 2  am Königsplatz verknüpft mit Linie 5 bis/ab Baunatal
5. 1 2  Doppeltraktion
6. ↑  Nachtschwärmer N1, verknüpft mit N3
7. ↑  morgens als 1/5 bzw. 5/1, teils bis Baunatal
8. ↑  nur an Schultagen
9. ↑  Nachtschwärmer N3, verkehrt über Goethestraße, verknüpft mit N1
10. ↑  Zusatzfahrten 12 bis 14 Uhr
11. ↑  Nachtschwärmer N4, verknüpft mit N5
12. ↑  morgens
13. ↑  N200 (AST), in Helsa Anschluss an N4
14. 1 2 3  am Königsplatz verknüpft mit Linie 1 bis/ab Vellmar
15. 1 2 3  Fahrten bis/ab Baunatal am Königsplatz verknüpft mit Linie 7 bis/ab Wolfsanger
16. ↑  Nachtschwärmer N5, verknüpft mit N4
17. ↑  morgens an Schultagen Zusatzfahrten Mattenberg → Rathaus/Fünffensterstraße, weiter bis Bf. Wilhelmshöhe bzw. Druseltal
18. 1 2 3 4  am Königsplatz verknüpft mit Linie 5 bis/ab Baunatal
19. ↑  Bus 26, ab Wolfsgraben weiter bis Hasenhecke
20. ↑  verkehrt als Bus
21. 1 2  sonn- und feiertags ab 18:00 Uhr
22. 1 2  sonn- und feiertags bis 18:00 Uhr, sonst bis 20:00 Uhr

## Geschichte

### Dampfstraßenbahn

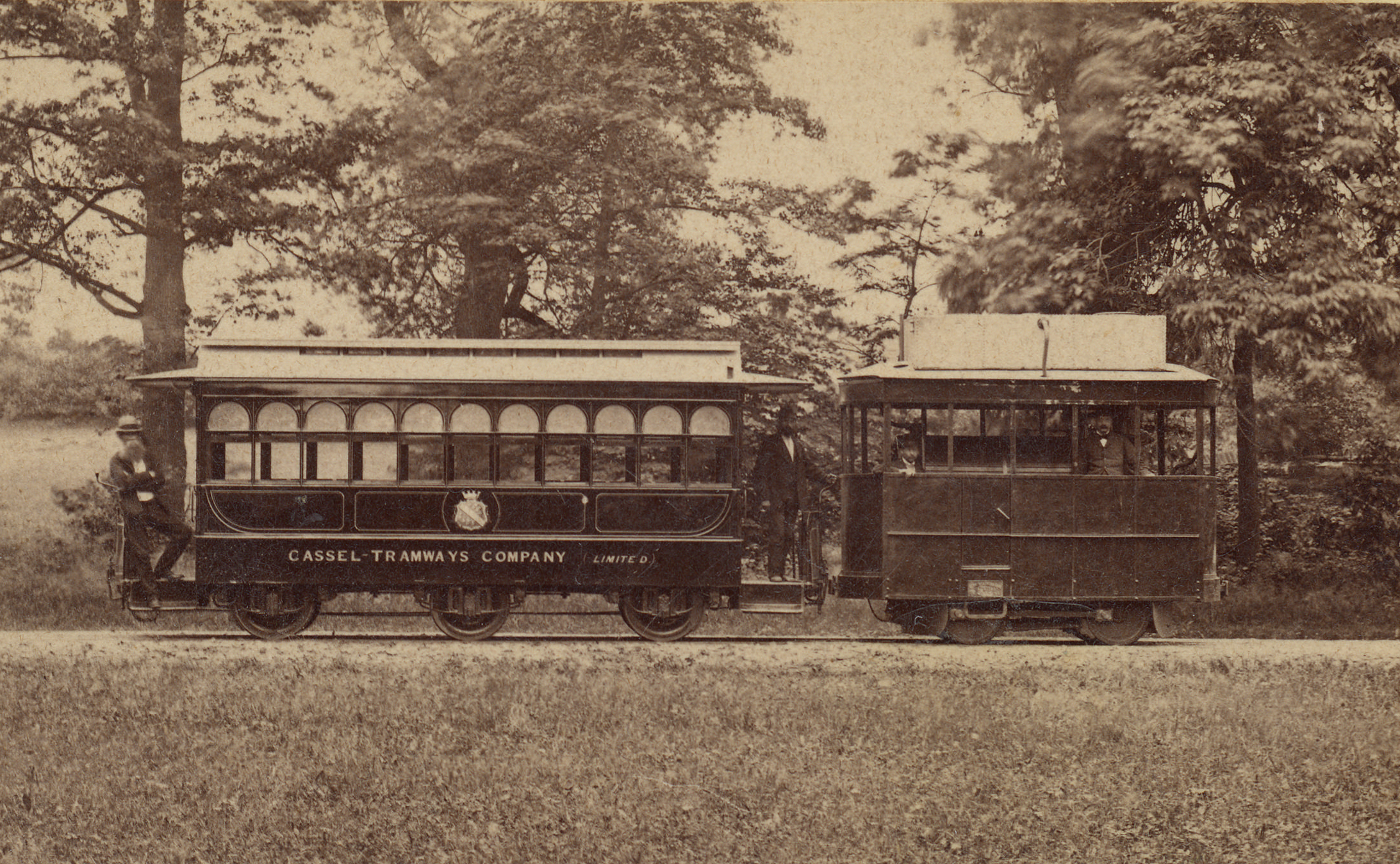
Ein Zug der „Cassel Tramways Company“

Bereits im Sommer 1870 verkehrte in Kassel ein Pferdeomnibus, der die Stadt mit dem Bergpark Wilhelmshöhe verband. Der „Pferde-Omnibus-Verkehr“ wurde während der Dauer einer Industrie-Ausstellung vom 1. Juni bis 5. Oktober 1870 vom Verlagsbuchhändler Georg H. Wigand betrieben.
Das Wachstum der Stadt machte ab 1877 den Betrieb einer Dampfstraßenbahn rentabel. Vom 9. Juli 1877 an betrieb die englische Firma Jay & Comp. London die Cassel Tramways Company. Mit zunächst zwei Dampflokomotiven und vier Personenwagen wurde die Strecke vom Königsplatz nach Wilhelmshöhe befahren. Der Wagenpark wurde etappenweise um weitere Fahrzeuge erweitert, unter anderem durch einige Lokomotiven der Henschel-Werke.
Die Kasseler Dampfbahn gilt als die erste Straßenbahn Deutschlands, die aus eigener Kraft fuhr, also nicht von Pferden gezogen wurde. 1881 wurde die Gesellschaft von einer Berliner Aktiengesellschaft übernommen und in Casseler-Straßenbahn-Gesellschaft umbenannt. Die Dampfbahn wurde 1897 von der neu gegründeten Großen Casseler Straßenbahn Actiengesellschaft übernommen und ging in ihr auf. Am 10. Mai wurde der Betrieb der Dampfbahn eingestellt und durch elektrischen Straßenbahnverkehr ersetzt.

### Pferdebahn

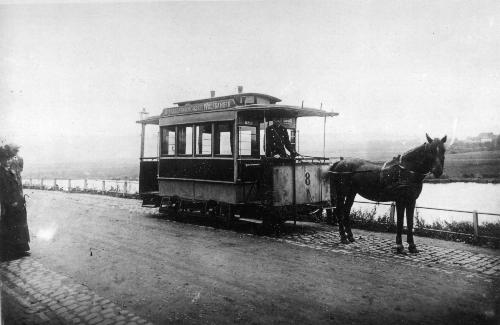
Wagen Nr. 8 der „Pferdebahn Cassel-Wolfsanger G.m.b.H.“ an der Endstation Wolfsanger 1897

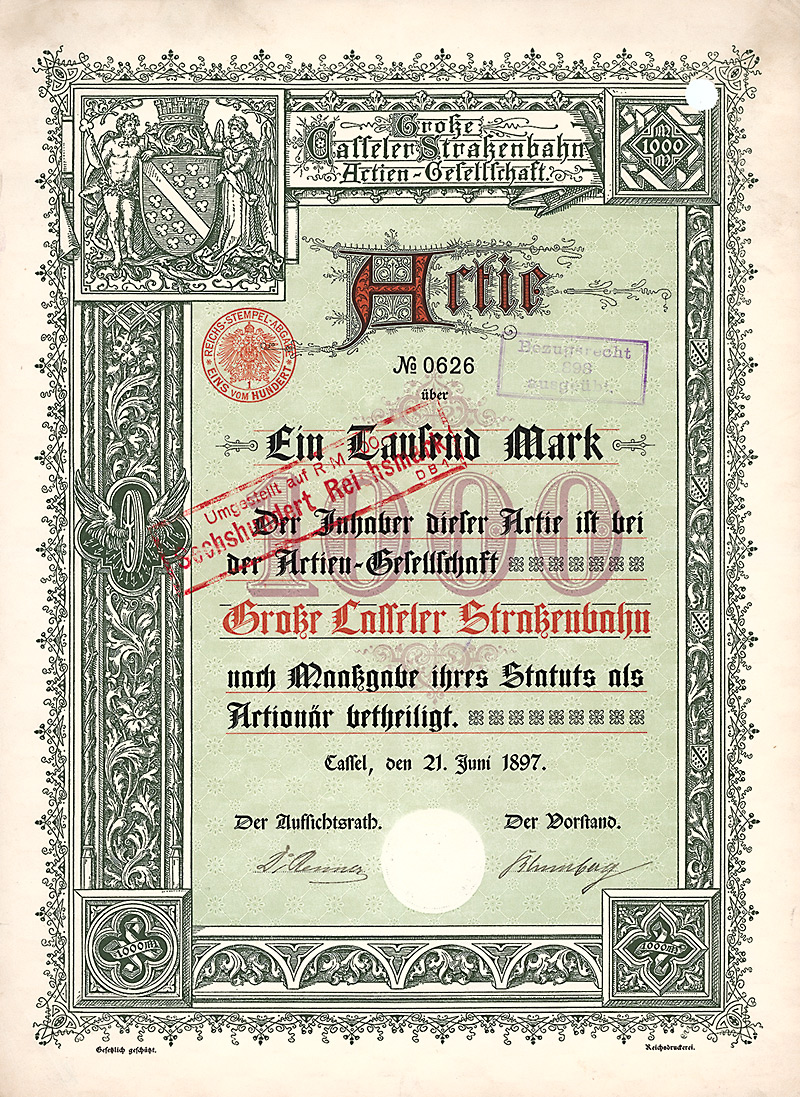
Aktie über 1000 Mark der Großen Casseler Straßenbahn vom 21. Juni 1897

Neben der Dampfbahn bestanden in Kassel anfangs auch zwei Pferdebahnen. Die Aktiengesellschaft Casseler-Stadteisenbahn betrieb drei Linien: Seit 1884 die Linien vom heutigen Hauptfriedhof zum Königsplatz, von der Hedwigstraße (Königsplatz) zum Bahnhof Bettenhausen und vom Kirchweg über den Hauptbahnhof zur Hedwigstraße. 1897 wurde auch dieser Betrieb von der Großen Casseler Straßenbahn Actiengesellschaft übernommen und auf elektrischen Betrieb umgestellt.
Die Pferdebahn Cassel-Wolfsanger G.m.b.H. wurde 1897 von einem Berliner Unternehmen gegründet und kam 1903 in Privathand. Der Betrieb verfügte über acht Wagen und verband den Altmarkt im Zentrum der Stadt mit dem Stadtteil Wolfsanger an der Fulda. Erst 1909 ging auch diese Bahn in der Großen Casseler Straßenbahn Actiengesellschaft auf und wurde elektrifiziert.

### Elektrifizierung

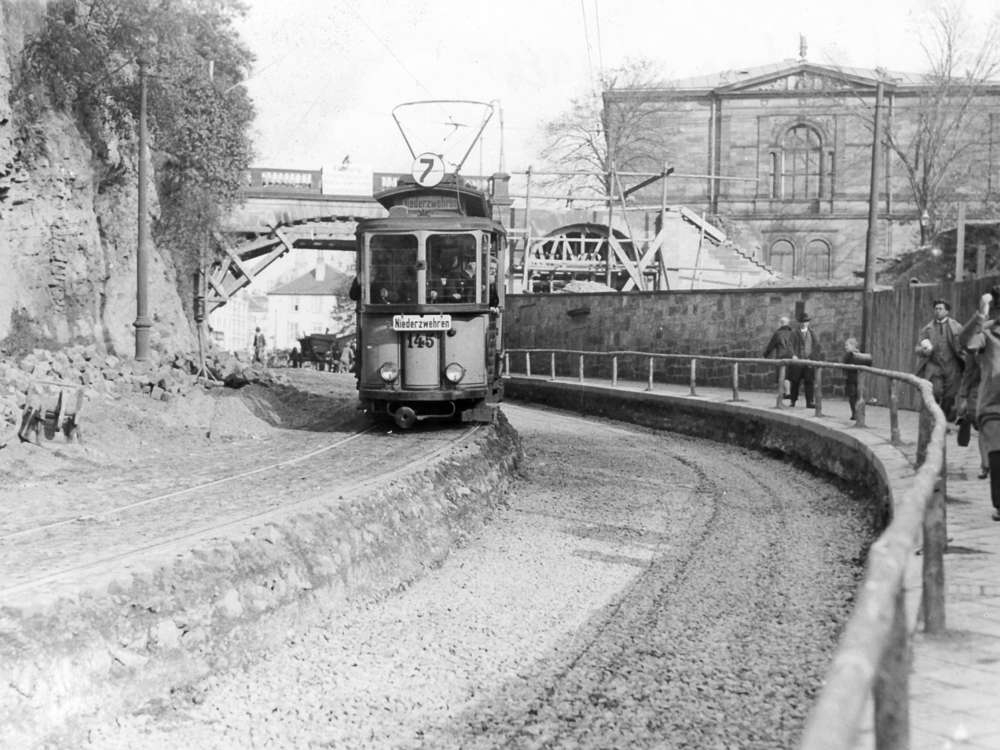
Zweigleisiger Ausbau der Trasse am Weinberg, 1926

Am 24. September 1897 wurden die beiden bisher nebeneinander bestehenden Betriebe, Casseler-Stadteisenbahn und Casseler-Straßenbahn-Gesellschaft in der neu gegründeten Großen Casseler Straßenbahn Actiengesellschaft verschmolzen. Nun begann die Elektrifizierung des Straßenbahnnetzes. Am 14. Dezember 1898 fuhren die ersten elektrischen Straßenbahntriebwagen in Kassel. Zu diesem Zweck wurden zwei neue Betriebshöfe in Wilhelmshöhe und Bettenhausen gebaut sowie ein eigenes Elektrizitätswerk nahe der Kasseler Innenstadt im Königstor errichtet.

### Herkulesbahn
Hauptartikel: Herkulesbahn

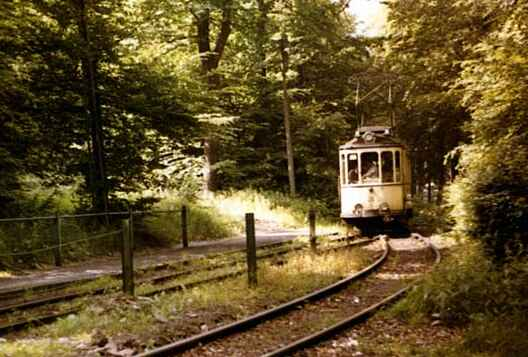
Triebwagen der Herkulesbahn an der Endstation am Brasselsberg, 1962

Die Herkulesbahn war eine nebenbahnähnliche meterspurige Kleinbahn im Kasseler Habichtswald. Sie transportierte von 1902 bis April 1966 Güter und Personen. Seit 1927 war sie ein Bestandteil der Großen Kasseler Straßenbahn.

### Entwicklung des Netzes

#### 1877–1950
Am 9. Juli 1877 wurde zwischen Wilhelmshöhe und dem Königsplatz eine dampfbetriebene Straßenbahn eröffnet.
In den nächsten 25 Jahren wurden zusätzlich noch Pferdebahnen eröffnet:
(heutige Ortsbezeichnungen)
- vom Kirchweg über Friedrich-Ebert-Straße zum Hauptbahnhof
- vom Hauptbahnhof über die Leipziger Straße nach Bettenhausen
- vom Hauptbahnhof in die Holländische Straße

Ab 1898 wurde das Netz elektrifiziert, 1911 die Linienkennfarben durch Liniennummern ersetzt:
| Linie | Linienweg                                                                  |
| ----- | -------------------------------------------------------------------------- |
| 1     | Wilhelmshöhe – Bf Wilhelmshöhe – Wilhelmshöher Allee – Königsplatz         |
| 2     | Wilhelmshöhe – Stadthalle – Hauptbahnhof – Wolfsanger                      |
| 3     | Kirchweg – Hauptbahnhof – Leipziger Platz                                  |
| 4     | Kirchweg – Friedrich-Ebert-Straße – Staatstheater – Leipziger Platz        |
| 5     | Mulang – Stadthalle – Kölnische Straße – Königsplatz – Holländische Straße |
| 6     | Stadthalle – Rathaus – Königsplatz – Hauptfriedhof                         |
| 7     | Aue Stadion – Rathaus – Rothenditmold                                      |
| 8     | Aue Stadion – Königsplatz – Kölnische Straße – Hauptbahnhof                |

Später, bis 1915, folgten die Linien nach Kirchditmold (Hessenschanze), zum Klinikum und nach Niederzwehren. Damit war das Netz bis auf einige Verlängerungen in dem Zustand angelangt, wie es bis in die 1990er Bestand haben sollte. Noch im Kriegsjahr 1941 wurde die Strecke von Niederzwehren zum (heutigen) VW-Werk in Baunatal gebaut, um die dortigen Flugmotorenwerke an den Straßenbahnverkehr anzubinden.
Bei der Zerstörung Kassels am 22. Oktober 1943 wurde auch der Straßenbahnbetrieb ganz erheblich in Mitleidenschaft gezogen. Bis 1946 konnten die meisten Innenstadtstrecken nicht befahren werden, so dass der Betrieb auf zwei Teile aufgespalten war. Beim Wiederaufbau wurden mehrere Innenstadtstrecken zugunsten einer Führung durch die zentrale Obere Königsstraße und die neuerrichtete Strecke Am Stern–Altmarkt aufgegeben.
| Linie | Linienweg                                                                                  |
| ----- | ------------------------------------------------------------------------------------------ |
| 1     | Wilhelmshöhe – Bf Wilhelmshöhe – Wilhelmshöher Allee – Königsplatz – Holländische Straße   |
| 2     | Teichstraße – Friedrich-Ebert-Straße – Rathaus – Staatstheater – Leipziger Platz           |
| 3     | Mulang – Bahnhof Wilhelmshöhe – Kirchweg – Hauptbahnhof – Leipziger Platz                  |
| 4     | Hessenschanze – Friedrich-Ebert-Straße – Staatstheater – Wolfsanger                        |
| 5     | Druseltal → Stadthalle → Kölnische Straße → Königsplatz → Rathaus → Stadthalle → Druseltal |
| 6     | Rheinweg → Stadthalle → Rathaus → Königsplatz → Kölnische Straße → Stadthalle → Rheinweg   |
| 7     | Niederzwehren – Rathaus – Rothenditmold                                                    |
| 8     | Auestadion – Staatstheater – Weserspitze – Eisenschmiede                                   |
| 9     | Niederzwehren → Königsplatz → Hauptbahnhof → Lutherplatz → Staatstheater → Niederzwehren   |
| 10    | Bettenhausen → Lutherplatz → Hauptbahnhof → Rathaus → Staatstheater → Bettenhausen         |
| 14    | Kirchweg – Hauptbahnhof – Eisenschmiede                                                    |

#### 1950–1962
| Linie | Linienweg |
| ----- | --- |
| 1/11  | (Wilhelmshöhe –) Bf Wilhelmshöhe – Wilhelmshöher Allee – Königsplatz – Holländische Straße alle 5 Minuten bis Bf Wilhelmshöhe (Linien 1 und 11) alle 10 Minuten bis Wilhelmshöhe (nur Linie 1) |
| 2     | Hessenschanze – Friedrich-Ebert-Straße – Hauptbahnhof – Lindenberg |
| 3     | Druseltal – Bf Wilhelmshöhe – Goethestraße – Klinikum – Ihringshäuser Straße |
| 4     | Hessenschanze – Friedrich-Ebert-Straße – Rathaus – Baunatal (VW-Werk) |
| 6     | Bf Wilhelmshöhe – Goethestraße – Hauptbahnhof – Wolfsanger |
| 7     | Mattenberg – Auestadion – Königsplatz – Rothenditmold |
| 8     | Kurhausstraße – Friedrich-Ebert-Straße – Hauptbahnhof – Lindenberg |
| 12    | Kirchweg – Luisenhaus (nahe Druseltal) – Brasselsberg |
| 13    | Herkules – Luisenhaus (– Kirchweg) |

#### 1962–1971

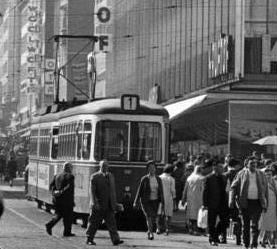
Ein Zug der Linie 1 am 24. September 1969 an der Oberen Königsstraße

1965 wurde die Herkulesbahn vom Kirchweg nach Brasselsberg stillgelegt, 1966 folgte die restliche Strecke vom Druseltal zum Herkules. Noch heute sind bei den Buslinien die alten Liniennummern erkennbar: vom Kirchweg nach Brasselsberg fuhr bis zum 24. März 2018 die Buslinie 12, zum Herkules lange die Buslinie 43 (statt der Straßenbahnlinie 13). Heute ist allerdings die Liniennummer 43 in 22 geändert worden, damit die beiden Buslinien, die den Bergpark Wilhelmshöhe bedienen, benachbarte Nummern (22 und 23) haben.
| Linie | Linienweg |
| ----- | --- |
| 1/11  | (Wilhelmshöhe –) Bf Wilhelmshöhe – Wilhelmshöher Allee – Königsplatz – Holländische Straße alle 5 Minuten bis Bf Wilhelmshöhe (Linien 1 und 11) alle 10 Minuten bis Wilhelmshöhe (nur Linie 1) |
| 2     | Hessenschanze – Friedrich-Ebert-Straße – Hauptbahnhof – Lindenberg |
| 3     | Druseltal – Bf Wilhelmshöhe – Goethestraße – Hauptbahnhof – Klinikum – Ihringshäuser Straße |
| 4     | Kurhausstraße – Bf Wilhelmshöhe – Friedrich-Ebert-Straße – Rathaus – Baunatal (VW-Werk) |
| 5     | Baunatal (VW-Werk) – Mattenberg – Auestadion – Hauptbahnhof – Ihringshäuser Straße |
| 6     | Bf Wilhelmshöhe – Goethestraße – Hauptbahnhof – Wolfsanger |
| 7     | Mattenberg – Auestadion – Königsplatz – Rothenditmold |
| 12    | Kirchweg – Luisenhaus – Brasselsberg bis 1965 |
| 13    | Herkules – Luisenhaus (– Kirchweg) bis 1966 |

#### 1971–1984
1971 wurde die Strecke nach Rothenditmold (Linie 7) stillgelegt. Die Strecken nach Wolfsanger (6) und zur Hessenschanze (2/8) standen ebenfalls auf der Kippe.
Ende der 1970er Jahre war geplant, das gesamte Kasseler Straßenbahnnetz stillzulegen. Als Gründe wurden hohe Kosten und der veraltete Wagenpark angeführt. Der Kampf zum Erhalt der Straßenbahn, der auch von Gewerkschaften sehr lautstark unterstützt wurde, schlug bundesweite Wellen. Auch von der Kasseler Bevölkerung wurden diese Pläne kritisiert. Erst durch eine neue Mehrheit im Rathaus unter dem später bekannten Bundesfinanzminister Hans Eichel als Bürgermeister wurden die Pläne endgültig gestoppt und die Modernisierung und der Ausbau des Straßenbahnnetzes beschlossen. Erster Schritt war die Beschaffung neuer Wagen im Jahr 1981 zur zweiten in Kassel stattfindenden Bundesgartenschau, die 1985 um weitere bauartgleiche Wagen ergänzt wurden (Wagen 401–422). Es handelt sich hierbei erstmals um Wagen, die nicht in Kassel konstruiert und gebaut wurden. Sie stammen von der Düsseldorfer Waggonfabrik (DÜWAG).
| Linie | Linienweg |
| ----- | --- |
| 1     | (Wilhelmshöhe –) Bf Wilhelmshöhe – Wilhelmshöher Allee – Königsplatz – Holländische Straße alle 5 Minuten bis Bf Wilhelmshöhe alle 10 Minuten bis Wilhelmshöhe |
| 2     | Hessenschanze – Friedrich-Ebert-Straße – Hauptbahnhof – Lindenberg                                                                                             |
| 3     | Druseltal – Bahnhof Wilhelmshöhe – Goethestraße – Hauptbahnhof – Klinikum – Ihringshäuser Straße                                                               |
| 4     | Bf Wilhelmshöhe – Friedrich-Ebert-Straße – Rathaus – Baunatal (VW-Werk)                                                                                        |
| 5     | Baunatal (VW-Werk) – Mattenberg – Auestadion – Königsplatz – Leipziger Platz/(Ottostraße) nicht in den Sommerferien                                            |
| 6     | Kurhausstraße – Bf Wilhelmshöhe – Goethestraße – Hauptbahnhof – Wolfsanger                                                                                     |
| 7     | Mattenberg – Auestadion – Königsplatz – Ihringshäuser Straße                                                                                                   |
| 8     | Hessenschanze – Friedrich-Ebert-Straße – Königsplatz – Lindenberg                                                                                              |

#### 1985–1987
1985 wurde das Netz dahingehend geändert, dass mehr Linien durch die Königsstraße fuhren.
Die Linien 4 und 6 tauschten im Bereich Vorderer Westen die Linienführungen. Die Linie 7 nahm fortan die Route über den Hauptbahnhof und fuhr zudem das Klinikum an.
| Linie | Linienweg                                                                                       |
| ----- | ----------------------------------------------------------------------------------------------- |
| 1     | Wilhelmshöhe – Bf. Wilhelmshöhe – Wilhelmshöher Allee – Königsplatz – Holländische Straße       |
| 2     | Hessenschanze – Friedrich-Ebert-Straße – Hauptbahnhof – Lindenberg                              |
| 3     | Druseltal – Bf. Wilhelmshöhe – Wilhelmshöher Allee – Königsplatz – Ihringshäuser Straße         |
| 4     | Bf. Wilhelmshöhe – Goethestraße – Hauptbahnhof (– Königsplatz – Dennhäuser Straße – Mattenberg) |
| 5     | Baunatal – Mattenberg – Auestadion – Königsplatz – Holländische Straße                          |
| 6     | Kurhausstraße – Bf. Wilhelmshöhe – Friedrich-Ebert-Straße – Königsplatz – Wolfsanger            |
| 7     | Mattenberg – Auestadion – Hauptbahnhof – Klinikum – Ihringshäuser Straße                        |
| 8     | Hessenschanze – Friedrich-Ebert-Straße – Königsplatz – Lindenberg                               |
| 9     | Bf. Wilhelmshöhe – Kirchweg – Hauptbahnhof – Ottostraße/(Fuldatalschule) nur in der HVZ         |

#### 1987–1992
1987 erfuhr das zwei Jahre zuvor an den Start gegangene Netz bereits erste Änderungen.
Durch die Streichung der Linie 2 verkehrte in Kirchditmold und Bettenhausen nun nur eine Linie im 15-Minuten-Takt. Die Linien 4 fuhr in den Hauptverkehrszeiten zum Lindenberg, um zumindest dort den Wegfall der Linie 2 zu kompensieren. Die Kurhausstraße wurde nun statt von der Linie 6 von der Linie 4 angefahren.
Ab 1991 fuhr die Linie 4 die Ottostraße nicht mehr direkt über den Hauptbahnhof, sondern über Königsplatz und Erzbergerstraße an. Die Tunnelstation am Hauptbahnhof wurde nur noch von der Linie 7 bedient.
| Linie | Linienweg | Bemerkungen              |
| ----- | --- | ------------------------ |
| 1     | Wilhelmshöhe – Bf. Wilhelmshöhe – Wilhelmshöher Allee – Königsplatz – Holländische Straße                            |                          |
| 3     | Druseltal – Bf. Wilhelmshöhe – Wilhelmshöher Allee – Königsplatz – Ihringshäuser Straße                              |                          |
| 4     | Kurhausstraße – Bf. Wilhelmshöhe – Goethestraße – Hauptbahnhof – Ottostraße (– Lindenberg)                           | ab 1991 über Königsplatz |
| 5     | Baunatal – Mattenberg – Auestadion – Königsplatz – Holländische Straße                                               |                          |
| 6     | Bf. Wilhelmshöhe – Friedrich-Ebert-Straße – Königsplatz – Wolfsanger                                                 |                          |
| 7     | Mattenberg – Auestadion – Hauptbahnhof – Klinikum – Ihringshäuser Straße                                             |                          |
| 8     | Hessenschanze – Friedrich-Ebert-Straße – Königsplatz (– 1987–1990: Ottostraße) – Lindenberg                          |                          |
| 9     | Wilhelmshöhe – Bf. Wilhelmshöhe – Friedrich-Ebert-Straße – Königsplatz – Holländische Straße Spätverkehr der Linie 1 | 1991 bis 1992            |

#### 1992–1999
Die 1990er Jahre waren vom Bau zahlreicher Neubaustrecken und folglich auch von mehreren Fahrplananpassungen geprägt.
1992 wurde die Helleböhnstrecke bis zur provisorischen Endhaltestelle Heinrich-Schütz-Allee eröffnet und 1997 zur Heinrich-Plett-Straße verlängert. Der neue Abschnitt wurde von der Linie 6 bedient. 1998 fand der Lückenschluss zur bestehenden Strecke Innenstadt–Baunatal statt.
1994 wurde die Stichstrecke zur Kurhausstraße stillgelegt, wodurch die Linie 4 wieder am Bahnhof Wilhelmshöhe endete. In den Hauptverkehrszeiten verlängerte man sie nach Helleböhn. Seit der Fertigstellung der durchgehenden Verbindung nach Oberzwehren 1998 fuhr sie grundsätzlich zum Mattenberg.
1995 wurde der letzte Abschnitt der Strecke nach Baunatal-Großenritte eröffnet. Dafür wurden erstmals neue Niederflurwagen beschafft. Die Strecke ersetzte die bisherige Buslinie 13.
1997 wurde die Linie 7 aufgeteilt, da die Linienführung über Hauptbahnhof weniger Fahrgäste anlockte und dadurch die parallel zur Linie 7 verkehrenden Linien 3 und 5 überlastet waren. Der Nordostteil hieß weiter Linie 7 und fuhr zunächst die Königstraße und dann erst den Hauptbahnhof an. Dann fand ein Linienwechsel zur Linie 9 statt, und der Wagen fuhr abermals durch die Königsstraße zum Mattenberg. Als 1998 die Helleböhnstrecke fertiggestellt war, verkehrte die Linie 9 nicht mehr zum Mattenberg, sondern nach Brückenhof, wo dann noch ein Linienwechsel zur Linie 6 stattfand.
1998 wurde der erste Abschnitt der Lossetalbahn bis Kaufungen-Papierfabrik eröffnet. Dorthin fuhren nun grundsätzlich die Linien 4 und 8. Da es sich um eine normale Straßenbahnstrecke handelt, kann sie von allen Fahrzeugen befahren werden.
| Linie | Linienweg                                                                                           | Bemerkungen |
| ----- | --------------------------------------------------------------------------------------------------- | --- |
| 1     | Wilhelmshöhe – Bf. Wilhelmshöhe – Wilhelmshöher Allee – Königsplatz – Holländische Straße           | |
| 3     | Druseltal – Bf. Wilhelmshöhe – Wilhelmshöher Allee – Königsplatz – Ihringshäuser Straße             | |
| 4     | Kurhausstraße – Bf. Wilhelmshöhe – Friedrich-Ebert-Straße – Königsplatz – Ottostraße (– Lindenberg) | ab 1994 ab Bf. Wilhelmshöhe bzw. zur HVZ ab Helleböhn ab 1998 ab Mattenberg und grundsätzlich bis Kaufungen-Papierfabrik |
| 5     | Baunatal – Mattenberg – Auestadion – Königsplatz – Holländische Straße                              | ab 1995 Baunatal-Großenritte                                                                                             |
| 6     | Helleböhn – Bf. Wilhelmshöhe – Goethestraße – Königsplatz – Wolfsanger                              | |
| 7     | Mattenberg – Auestadion – Hauptbahnhof – Klinikum – Ihringshäuser Straße                            | |
| 8     | Hessenschanze – Friedrich-Ebert-Straße – Königsplatz – Lindenberg                                   | ab 1998 bis Kaufungen-Papierfabrik                                                                                       |
| 9     | Mattenberg – Auestadion – Königsplatz – Hauptbahnhof – (zu Linie 7)                                 | nach Aufteilung der Linie 7 1997                                                                                         |

#### 1999–2007
In Baunatal wurde eine Ausweiche eingebaut, um einen 7½-Minuten-Takt zu ermöglichen, seitdem fuhr zusätzlich die Linie 2 dorthin.
2001 wurde die Lossetalbahn bis Helsa eröffnet und auf der Eisenbahnstrecke von Kassel Hbf nach Warburg ein Regiotram-Vorlaufbetrieb eingerichtet.
Im Mai 2005 wurde die Tunnelstrecke am Hauptbahnhof geschlossen und die neu gebaute Ersatzstrecke durch die Rudolf-Schwander-Straße eröffnet. Die Schleife in der Ottostraße bleibt in Betrieb und wird zeitweise als Abstellfläche genutzt.
Seit 2005 fuhr die Linie 9 nicht mehr in den Sommermonaten.
2006 wurde der letzte Abschnitt der Lossetalbahn nach Hessisch Lichtenau eröffnet und von der Linie 4 befahren, die Schnellkurse werden als Linie 4S bezeichnet.
Am 1. Juli 2006 wurde der Vorlaufbetrieb der Regiotram (Linie RT 5) nach Melsungen aufgenommen, am 10. Dezember 2006 auch der nach Wolfhagen (RT 4).
| Linie | Linienweg | Bemerkungen        |
| ----- | --- | ------------------ |
| 1     | Wilhelmshöhe – Bf. Wilhelmshöhe – Wilhelmshöher Allee – Königsplatz – Holländische Straße                         |                    |
| 2     | (Baunatal –) Mattenberg – Helleböhn – Bf. Wilhelmshöhe – Wilhelmshöher Allee – Königsplatz – Holländische Straße  |                    |
| 3     | Druseltal – Bf. Wilhelmshöhe – Wilhelmshöher Allee – Königsplatz – Ihringshäuser Straße                           |                    |
| 4     | Mattenberg – Bf. Wilhelmshöhe – Stadthalle – Königsplatz – Papierfabrik – Helsa – Hessisch Lichtenau              |                    |
| 5     | Baunatal – Mattenberg – Auestadion – Königsplatz – Holländische Straße                                            |                    |
| 6     | Brückenhof – Auestadion – Königsplatz – Wolfsanger                                                                |                    |
| 7     | (Druseltal –) Bf. Wilhelmshöhe – Goethestraße – Lutherplatz – (5/7 Königsplatz) – Klinikum – Ihringshäuser Straße |                    |
| 8     | Hessenschanze – Friedrich-Ebert-Straße – Königsplatz – Kaufungen-Papierfabrik                                     |                    |
| 9     | Mattenberg → Auestadion → Lutherplatz → Königsplatz → Auestadion → Mattenberg                                     |                    |
| RT3   | Warburg (Westf) – Hofgeismar – Immenhausen – Obervellmar – Kassel Harleshausen – Kassel Hbf                       | seit Sommer 2001   |
| RT4   | Wolfhagen – Zierenberg – Calden – Ahnatal – Vellmar – Kassel Hbf                                                  | seit Dezember 2006 |
| RT5   | Melsungen – Körle – Guxhagen – Baunatal – Bahnhof Wilhelmshöhe – Kassel Hbf                                       | seit Sommer 2006   |
| RT9   | Schwalmstadt-Treysa – Wabern – Felsberg – Baunatal – Bahnhof Wilhelmshöhe – Kassel Hbf                            | seit Mitte 2007    |

Die Bedienungshäufigkeit der Straßenbahnlinien (ohne RT-Linien) lassen sich in vier Bereiche einteilen:
- Hauptverkehrszeit (HVZ) (montags bis freitags an Schultagen, morgens und nachmittags): Alle Linien fahren im 15-Minuten-Takt
- Normalverkehrszeit (NVZ) (montag bis sonnabends Mittag ohne HVZ): Alle Linien außer 2 und 9 fahren im 15-Minuten-Takt
- Wochenendverkehrszeit (Sa Mittag bis sonntags): Alle Linien außer 2 und 9 fahren im 30-Minuten-Takt
- Spätverkehrszeit (SVZ) (täglich ab 20 Uhr): Die Linien 1, 3, 4, 5, 6 und 8 fahren im 30-Minuten-Takt, zusätzlich eine Linie 5/7 Ihringshäuser Straße – Königsplatz – Auestadion – Mattenberg

Die RT-Linien 3 und 5 sowie die Strecke Helsa–Hessisch Lichtenau (Tram 4) werden mit der halben Taktdichte sowie Verstärkerzügen in der Morgenspitze gefahren. Die RT-Linie 4 fährt stündlich.

#### 2007–2008
Im August 2007 wurde das Straßenbahnnetz am Hauptbahnhof mit dem Eisenbahnnetz verbunden. Seitdem fahren die RT-Linien weiter bis in die Innenstadt. Ebenfalls seit August stand die Linie 4S zur Verfügung, die nur morgens zweimal fuhr und einige Haltestellen ausließ. Als vorbereitende Maßnahme für eine Straßenbahn-Neubaustrecke nach Vellmar wurde im Herbst 2008 mit der Umgestaltung der Wendeschleife Holländische Straße begonnen.
| Linie | Linienweg | Linienweg |
| ----- | --- | --- |
| 1     | Wilhelmshöhe – Bf. Wilhelmshöhe – Wilhelmshöher Allee – Königsplatz – Holländische Straße Bis Vellmar Nord in Bau | Wilhelmshöhe – Bf. Wilhelmshöhe – Wilhelmshöher Allee – Königsplatz – Holländische Straße Bis Vellmar Nord in Bau |
| 2     | (Baunatal –) Mattenberg – Helleböhn – Bf. Wilhelmshöhe – Wilhelmshöher Allee – Scheidemannplatz – Holländische Straße nur bis zum 12. Dezember | (Baunatal –) Mattenberg – Helleböhn – Bf. Wilhelmshöhe – Wilhelmshöher Allee – Scheidemannplatz – Holländische Straße nur bis zum 12. Dezember |
| 3     | Druseltal – Bf. Wilhelmshöhe – Wilhelmshöher Allee – Königsplatz – Ihringshäuser Straße | Druseltal – Bf. Wilhelmshöhe – Wilhelmshöher Allee – Königsplatz – Ihringshäuser Straße |
| 4     | Mattenberg – Helleböhn – Bf. Wilhelmshöhe – Friedrich-Ebert-Straße – Königsplatz – Leipziger Straße – Kaufungen – Helsa – Hessisch Lichtenau | Mattenberg – Helleböhn – Bf. Wilhelmshöhe – Friedrich-Ebert-Straße – Königsplatz – Leipziger Straße – Kaufungen – Helsa – Hessisch Lichtenau |
| 4S    | Mattenberg – Helleböhn – Bf. Wilhelmshöhe – Friedrich-Ebert-Straße – Königsplatz – Leipziger Straße – Kaufungen – Helsa – Hessisch Lichtenau Kein Halt in Waldhof, Oberkaufungen Mitte, Rieckswiesen, Niederkaufungen Mitte, Industriestraße, Am Kupferhammer und Forstfeldstraße | Mattenberg – Helleböhn – Bf. Wilhelmshöhe – Friedrich-Ebert-Straße – Königsplatz – Leipziger Straße – Kaufungen – Helsa – Hessisch Lichtenau Kein Halt in Waldhof, Oberkaufungen Mitte, Rieckswiesen, Niederkaufungen Mitte, Industriestraße, Am Kupferhammer und Forstfeldstraße |
| 5     | Baunatal – Mattenberg – Auestadion – Königsplatz – Hegelsbergstr. – Holländische Straße | Baunatal – Mattenberg – Auestadion – Königsplatz – Hegelsbergstr. – Holländische Straße |
| 5S    | Baunatal – Mattenberg – Auestadion – Königsplatz – Hegelsbergstr – Holländische Straße Kein Halt in Altenbaunaer Straße, Keilsbergstraße, Brüder-Grimm-Straße, Bf Niederzwehren, Park Schönfeld, Hünstein und Albert-Einstein-Straße                                              | Baunatal – Mattenberg – Auestadion – Königsplatz – Hegelsbergstr – Holländische Straße Kein Halt in Altenbaunaer Straße, Keilsbergstraße, Brüder-Grimm-Straße, Bf Niederzwehren, Park Schönfeld, Hünstein und Albert-Einstein-Straße                                              |
| 6     | Brückenhof – Auestadion – Königsplatz – Wolfsanger | Brückenhof – Auestadion – Königsplatz – Wolfsanger |
| 7     | (Druseltal –) Bf. Wilhelmshöhe – Goethestraße – Lutherplatz – (5/7 Königsplatz) – Klinikum Kassel – Ihringshäuser Straße | (Druseltal –) Bf. Wilhelmshöhe – Goethestraße – Lutherplatz – (5/7 Königsplatz) – Klinikum Kassel – Ihringshäuser Straße |
| 8     | Hessenschanze – Friedrich-Ebert-Straße – Königsplatz – Leipziger Platz – Kaufungen-Papierfabrik | Hessenschanze – Friedrich-Ebert-Straße – Königsplatz – Leipziger Platz – Kaufungen-Papierfabrik |
| 9     | Mattenberg – Auestadion – Lutherplatz – Am Stern – Königsplatz – Auestadion – Mattenberg | Mattenberg – Auestadion – Lutherplatz – Am Stern – Königsplatz – Auestadion – Mattenberg |
| RT3   | (Warburg –) Hofgeismar – Immenhausen – Obervellmar – Kassel-Harleshausen – Kassel Hbf – Kassel Rathaus/Fünffensterstr. – Kassel Auestadion | (Warburg –) Hofgeismar – Immenhausen – Obervellmar – Kassel-Harleshausen – Kassel Hbf – Kassel Rathaus/Fünffensterstr. – Kassel Auestadion |
| RT4   | Wolfhagen – Zierenberg – Calden – Ahnatal – Obervellmar – Kassel Hbf – weiter als Blockumfahrung: Lutherplatz – Königsplatz – Kassel Hbf | Wolfhagen – Zierenberg – Calden – Ahnatal – Obervellmar – Kassel Hbf – weiter als Blockumfahrung: Lutherplatz – Königsplatz – Kassel Hbf |
| RT5   | Melsungen – Körle – Guxhagen – (Rengershausen ohne Halt) – Kassel Bf Wilhelmshöhe – Kassel Hbf | – Kassel Rathaus – Königsplatz – Leipziger Straße (– Kaufungen-Papierfabrik) |
| RT5   | Melsungen – Körle – Guxhagen – (Rengershausen ohne Halt) – Kassel Bf Wilhelmshöhe – Kassel Hbf | Kassel Rathaus/Fünffensterstr. – Kassel Auestadion |
| RT9   | Schwalmstadt-Treysa – Wabern – Felsberg – Baunatal – Kassel Bf Wilhelmshöhe – Kassel Hbf – Am Stern – Kassel Leipziger Str. | Schwalmstadt-Treysa – Wabern – Felsberg – Baunatal – Kassel Bf Wilhelmshöhe – Kassel Hbf – Am Stern – Kassel Leipziger Str. |

#### 2009
Ab dem 14. Dezember 2008 entfiel die Linie 2 und wurde durch zusätzliche Fahrten der Linien 1 (Holländische Straße–Bf. Wilhelmshöhe) und 7 (Bf. Wilhelmshöhe–Mattenberg/Baunatal) in der Hauptverkehrszeit ersetzt. Die Linie 7 wurde dafür über Helleböhn bis Mattenberg/Baunatal verlängert. Aber einige Fahrten verkehren auch weiterhin zur Rolandstraße (Wendeschleife am Bf. Wilhelmshöhe). Die früheren Fahrten am Wochenende zum Druseltal werden bis zur Rolandstraße zurückgenommen.
Die Haltestelle Fuldatalschule der Linie 6 wurde in Wolfsgraben umbenannt.
Nachdem die neu gestaltete Wendeschleife Holländische Straße im April 2009 fertig gestellt worden war, konnte im Mai 2009 der eigentliche Bau der Strecke nach Vellmar mit Verlegung eines ersten kurzen Gleisstücks begonnen werden. Die Bauarbeiten wurden 2011 abschlossen.
Seit dem 9. Februar wurden einige Fahrten der Linie 9 bis zur alten Schleife am VW-Werk verlängert, um die Mattenbergschleife zu entlasten.
| Linie | Linienweg | Bemerkungen |
| ----- | --- | --- |
| 1     | Wilhelmshöhe (– Rolandstraße) – Bf. Wilhelmshöhe – Wilhelmshöher Allee – Königsplatz – Holländische Straße                                                                  | Bis Vellmar Nord in Bau, Rolandstraße nur bei Fahrten nur bis Bf Wilhelmshöhe                                                                      |
| 3     | Druseltal – Bf. Wilhelmshöhe – Wilhelmshöher Allee – Königsplatz – Ihringshäuser Straße                                                                                     | |
| 4     | Mattenberg – Helleböhn – Bf. Wilhelmshöhe – Friedrich-Ebert-Straße – Königsplatz – Leipziger Straße – Kaufungen – Helsa – Hessisch Lichtenau                                | |
| 4S    | Mattenberg – Helleböhn – Bf. Wilhelmshöhe – Friedrich-Ebert-Straße – Königsplatz – Leipziger Straße – Kaufungen – Helsa – Hessisch Lichtenau                                | Kein Halt in Waldhof, Oberkaufungen Mitte, Rieckswiesen, Niederkaufungen Mitte, Industriestraße, Am Kupferhammer und Forstfeldstraße               |
| 5     | Baunatal – Mattenberg – Auestadion – Königsplatz – Holländische Straße | |
| 5S    | Baunatal – Mattenberg – Auestadion – Königsplatz – Holländische Straße | Kein Halt in Altenbaunaer Straße, Keilsbergstraße, Brüder-Grimm-Straße, Bahnhof Niederzwehren, Park Schönfeld, Hünstein und Albert-Einstein-Straße |
| 6     | Brückenhof – Auestadion – Königsplatz – Wolfsanger | |
| 7     | (Baunatal – Mattenberg –) / (Rolandstraße) – Bf. Wilhelmshöhe – Goethestraße – Lutherplatz – (5/7 Königsplatz) – Klinikum Kassel – Ihringshäuser Straße                     | Rolandstraße nur bei Fahrten nur bis Bf Wilhelmshöhe                                                                                               |
| 8     | Hessenschanze – Friedrich-Ebert-Straße – Königsplatz – Leipziger Platz – Kaufungen-Papierfabrik                                                                             | |
| 9     | (VW-Werk) – Mattenberg – Auestadion – Lutherplatz – Am Stern – Königsplatz – Auestadion – Mattenberg – (VW-Werk)                                                            | |
| RT3   | (Warburg –) Hofgeismar – Immenhausen – Obervellmar – Kassel-Harleshausen – Kassel Hbf – Kassel Rathaus / Fünffensterstr. – Kassel Auestadion                                | |
| RT4   | Wolfhagen – Zierenberg – Calden – Ahnatal – Obervellmar – Kassel Hbf – weiter als Blockumfahrung: Lutherplatz – Königsplatz – Kassel Hbf                                    | |
| RT5   | Melsungen – Körle – Guxhagen – (Rengershausen ohne Halt) – Kassel Bf Wilhelmshöhe – Kassel Hbf – Kassel Rathaus – Königsplatz – Leipziger Straße (– Kaufungen-Papierfabrik) | Die Linie RT 5 befährt im Straßenbahnnetz ab Kassel Rathaus zwei verschiedene Strecken und ist dadurch doppelt belegt.                             |
| RT5   | Melsungen – Körle – Guxhagen – Rengershausen – Kassel Bf Wilhelmshöhe – Kassel Hbf – Kassel Rathaus/Fünffensterstr. – Kassel Auestadion                                     | Die Linie RT 5 befährt im Straßenbahnnetz ab Kassel Rathaus zwei verschiedene Strecken und ist dadurch doppelt belegt.                             |
| RT9   | Schwalmstadt-Treysa – Wabern – Felsberg – Baunatal – Kassel Bf Wilhelmshöhe – Kassel Hbf – Am Stern – Kassel Leipziger Straße                                               | |

#### 2010
Ab 13. Dezember 2009 entfiel die Linie 9 und wurde durch zusätzliche Fahrten der Linien 5 ersetzt. Die zusätzlichen Fahrten der Linie 5 behielten die Linienführung der Linie 9.
Die Haltestelle Hallenbad Ost der Linien 4 und 8 wurde in Sandershäuser Straße und Ottostraße in Polizeipräsidium umbenannt.
| Linie | Linienweg | Bemerkungen |
| ----- | --- | --- |
| 1     | Wilhelmshöhe (– Rolandstraße) – Bf. Wilhelmshöhe – Wilhelmshöher Allee – Königsplatz – Holländische Straße                                                                  | Bis Vellmar Nord in Bau, Rolandstraße nur bei Fahrten nur bis Bf Wilhelmshöhe                                                                 |
| 3     | Druseltal – Bf Wilhelmshöhe – Wilhelmshöher Allee – Königsplatz – Ihringshäuser Straße                                                                                      | |
| 4     | Mattenberg – Helleböhn – Bf. Wilhelmshöhe – Friedrich-Ebert-Straße – Königsplatz – Leipziger Straße – Kaufungen – Helsa – Hessisch Lichtenau                                | |
| 4S    | Mattenberg – Helleböhn – Bf. Wilhelmshöhe – Friedrich-Ebert-Straße – Königsplatz – Leipziger Straße – Kaufungen – Helsa – Hessisch Lichtenau                                | Kein Halt in Waldhof, Oberkaufungen Mitte, Rieckswiesen, Niederkaufungen Mitte, Industriestraße, Am Kupferhammer und Forstfeldstraße          |
| 5     | Baunatal – / (VW-Werk Schleife –) Mattenberg – Auestadion – (Scheidemannplatz) – Königsplatz – Holländische Straße                                                          | Scheidemannplatz nur bei Fahrten bis Am Stern                                                                                                 |
| 5S    | Baunatal – / (VW-Werk Schleife –) Mattenberg – Auestadion – Königsplatz – Holländische Straße                                                                               | Kein Halt in Altenbaunaer Straße, Keilsbergstraße, Brüder-Grimm-Straße, Bf Niederzwehren, Park Schönfeld, Hünstein und Albert-Einstein-Straße |
| 6     | Brückenhof – Auestadion – Königsplatz – Wolfsanger | |
| 7     | (Baunatal – Mattenberg –) / (Rolandstraße) – Bf. Wilhelmshöhe – Goethestraße – Lutherplatz – (5/7 Königsplatz) – Klinikum Kassel – Ihringshäuser Straße                     | Rolandstraße nur bei Fahrten bis Bf Wilhelmshöhe                                                                                              |
| 8     | Hessenschanze – Friedrich-Ebert-Straße – Königsplatz – Leipziger Platz – Kaufungen-Papierfabrik                                                                             | |
| RT3   | (Warburg –) Hofgeismar – Immenhausen – Obervellmar – Kassel-Harleshausen – Kassel Hbf – Kassel Rathaus/Fünffensterstr. – Kassel Auestadion                                  | |
| RT4   | Wolfhagen – Zierenberg – Calden – Ahnatal – Obervellmar – Kassel Hbf – weiter als Blockumfahrung: Lutherplatz – Königsplatz – Kassel Hbf                                    | |
| RT5   | Melsungen – Körle – Guxhagen – (Rengershausen ohne Halt) – Kassel Bf Wilhelmshöhe – Kassel Hbf – Kassel Rathaus – Königsplatz – Leipziger Straße (– Kaufungen-Papierfabrik) | Die Linie RT 5 befährt im Straßenbahnnetz ab Kassel Rathaus zwei verschiedene Strecken und ist dadurch doppelt belegt.                        |
| RT5   | Melsungen – Körle – Guxhagen – Rengershausen – Kassel Bf Wilhelmshöhe – Kassel Hbf – Kassel Rathaus/Fünffensterstr. – Kassel Auestadion                                     | Die Linie RT 5 befährt im Straßenbahnnetz ab Kassel Rathaus zwei verschiedene Strecken und ist dadurch doppelt belegt.                        |
| RT9   | Schwalmstadt-Treysa – Wabern – Felsberg – Baunatal – Kassel Bf Wilhelmshöhe – Kassel Hbf – Am Stern – Kassel Leipziger Str.                                                 | |

#### 2011
2011 wurde die Haltestelle am Auestadion erneuert und die Linie 1 bis zur neuen Haltestelle Vellmar-Nord verlängert. Die Eröffnung fand am 22. Oktober statt und der offizielle Linienbetrieb begann am 23. Oktober. Seitdem wird die Strecke in der Normalverkehrszeit im 15-Minuten-Takt und im Wochenendverkehr im 30-Minuten-Takt befahren. Ein zeitweiliger 7,5-Minuten-Takt nach Vellmar in der Hauptverkehrszeit wird durch Verstärkungskurse der Linie 1 gewährleistet.
| Linie | Linienweg | Bemerkungen |
| ----- | --- | --- |
| 1     | Wilhelmshöhe (– Rolandstraße) – Bf. Wilhelmshöhe – Wilhelmshöher Allee – Königsplatz – Holländische Straße – Vellmar Nord                                                   | Rolandstraße nur bei Fahrten nur bis Bf Wilhelmshöhe                                                                   |
| 3     | Druseltal – Bf. Wilhelmshöhe – Wilhelmshöher Allee – Königsplatz – Ihringshäuser Straße                                                                                     | |
| 4     | Mattenberg – Helleböhn – Bf. Wilhelmshöhe – Friedrich-Ebert-Straße – Königsplatz – Leipziger Straße – Kaufungen – Helsa – Hessisch Lichtenau                                | |
| 5     | Baunatal – / (VW-Werk Schleife –) Mattenberg – Auestadion – (Scheidemannplatz) – Königsplatz – Holländische Straße                                                          | Scheidemannplatz nur bei Fahrten bis Am Stern                                                                          |
| 6     | Brückenhof – Auestadion – Königsplatz – Wolfsanger | |
| 7     | (Baunatal – Mattenberg –) / (Rolandstraße) – Bf. Wilhelmshöhe – Goethestraße – Lutherplatz – (5/7 Königsplatz) – Klinikum Kassel – Ihringshäuser Straße                     | Rolandstraße nur bei Fahrten bis Bf Wilhelmshöhe                                                                       |
| 8     | Hessenschanze – Friedrich-Ebert-Straße – Königsplatz – Leipziger Platz – Kaufungen-Papierfabrik                                                                             | |
| RT3   | (Warburg –) Hofgeismar – Immenhausen – Obervellmar – Kassel-Harleshausen – Kassel Hbf – Kassel Rathaus/Fünffensterstr. – Kassel Auestadion                                  | |
| RT4   | Wolfhagen – Zierenberg – Calden – Ahnatal – Obervellmar – Kassel Hbf – weiter als Blockumfahrung: Lutherplatz – Königsplatz – Kassel Hbf                                    | |
| RT5   | Melsungen – Körle – Guxhagen – (Rengershausen ohne Halt) – Kassel Bf Wilhelmshöhe – Kassel Hbf – Kassel Rathaus – Königsplatz – Leipziger Straße (– Kaufungen-Papierfabrik) | Die Linie RT 5 befährt im Straßenbahnnetz ab Kassel Rathaus zwei verschiedene Strecken und ist dadurch doppelt belegt. |
| RT5   | Melsungen – Körle – Guxhagen – Rengershausen – Kassel Bf Wilhelmshöhe – Kassel Hbf – Kassel Rathaus/Fünffensterstr. – Kassel Auestadion                                     | Die Linie RT 5 befährt im Straßenbahnnetz ab Kassel Rathaus zwei verschiedene Strecken und ist dadurch doppelt belegt. |
| RT9   | Schwalmstadt-Treysa – Wabern – Felsberg – Baunatal – Kassel Bf Wilhelmshöhe – Kassel Hbf – Am Stern – Kassel Leipziger Str.                                                 | |

#### 2013 bis 2018
Mit dem Fahrplanwechsel am 15. Dezember 2013 traten bei den Straßenbahnlinien einige größere Änderungen in Kraft, die heute rückblickend als erste Vorbereitungsmaßnahmen für die im Jahr 2018 umgesetzte Liniennetzreform gesehen werden können. Die wichtigsten Änderungen im Überblick:
- Umsetzung des Regiotram-Zielkonzeptes: Auf allen Regiotram-Linien besteht nun zur Haupt- und Normalverkehrszeit ein 30-Minuten-Takt und durch die Vertaktung der Linien RT1 und RT4 auf der Harleshäuser Kurve zusätzlich ein 15-Minuten-Takt. Die Linien RT1 und RT4 fahren seitdem außerdem durch die Königstraße und anschließend weiter bis zur Holländischen Straße, die RT5 fährt über Rathaus/Fünffensterstraße zum Auestadion.

- Planmäßiger Einsatz von Doppeltraktionen auf der Linie 1, wodurch die nachmittäglichen Verstärkerkurse dieser Linie gestrichen werden konnten.

- Einschränkungen auf der Tramlinie 5: In der Wochenend- und Schwachverkehrszeit fährt diese nicht mehr bis zur Holländischen Straße, sondern endet am Königsplatz, da die Bedienung der Holländischen Straße dann von den Linien 1, RT1 und RT4 übernommen wird.

Dadurch kommt es auf der Linie 5 seitdem zum vermehrten Einsatz von Zweirichtungsfahrzeugen, da sonst am Gleiswechsel auf dem Königsplatz kein Fahrtrichtungswechsel möglich ist.
- Entfall der Haltestelle Weißensteinstraße in der Wendeschleife in Wilhelmshöhe (Linie 1).

- Die EBO-Strecke in Baunatal wurde mit Punktförmiger Zugbeeinflussung (PZB) ausgestattet, sodass dorthin seitdem nur noch Fahrzeuge mit PZB-Ausrüstung fahren dürfen.

- Durch die oben genannten Änderungen kam es auf vielen Linien zu Änderungen bei Fahrzeugeinsatz.

Zum Fahrplanwechsel am 13. Dezember 2015 wurde die Linienbezeichnung der Linie RT3 in RT1 geändert, ebenso wurde die RT9, welche von Kassel Hbf nach Schwalmstadt-Treysa verkehrte, als RT-Linie eingestellt und durch Triebwagen der HLB ersetzt.
Am 12. Dezember 2016 begann der Einsatz der aus Rostock gebraucht erworbenen Beiwagen auf der Linie 1. Dadurch konnten einige Doppeltraktionen ersetzt werden.
| Linie | Linienweg | Bemerkungen                                                                     |
| ----- | --- | ------------------------------------------------------------------------------- |
| 1     | Wilhelmshöhe – Bf. Wilhelmshöhe – Wilhelmshöher Allee – Königsplatz – Holländische Straße – Vellmar Nord                                                                          |                                                                                 |
| 3     | Druseltal – Bf. Wilhelmshöhe – Wilhelmshöher Allee – Königsplatz – Weserspitze – Ihringshäuser Straße                                                                             |                                                                                 |
| 4     | Mattenberg – Helleböhn – Bf. Wilhelmshöhe – Stadthalle – Bebelplatz – Königsplatz – Bettenhausen – Kaufungen – Helsa – Hessisch Lichtenau                                         |                                                                                 |
| 5     | Baunatal – / (VW-Werk Schleife –) Mattenberg – Auestadion (/ -> Scheidemannplatz) – Königsplatz – Holländische Straße                                                             | Scheidemannplatz nur bei Fahrten bis Am Stern; VW-Werk Schleife bis Ostern 2017 |
| 6     | Brückenhof – Auestadion – Königsplatz – Weserspitze – Wolfsanger |                                                                                 |
| 7     | (Baunatal – Mattenberg – Helleböhn – /) (Rolandstraße –) Bf. Wilhelmshöhe – Goethestraße – Lutherplatz – (5/7 Königsplatz) – Weserspitze – Klinikum Kassel – Ihringshäuser Straße | Rolandstraße nur bei Fahrten bis Bf. Wilhelmshöhe                               |
| 8     | Hessenschanze – Teichstraße – Bebelplatz – Königsplatz – Bettenhausen – Kaufungen-Papierfabrik                                                                                    |                                                                                 |
| RT1   | Hofgeismar-Hümme – Immenhausen – Vellmar – Kassel Hbf – Königsplatz – Holländische Straße                                                                                         | bis Dezember 2015: RT3                                                          |
| RT4   | Wolfhagen – Zierenberg – Ahnatal – Vellmar – Kassel Hbf – Königsplatz – Holländische Straße                                                                                       |                                                                                 |
| RT5   | Melsungen – Guxhagen – Baunatal – Kassel-Wilhelmshöhe – Kassel Hbf – Rathaus/Fünffensterstraße – Auestadion                                                                       |                                                                                 |
| RT9   | Treysa – Borken – Wabern – Kassel-Wilhelmshöhe – Kassel Hbf | bis Dezember 2015                                                               |

#### Umstellung 2018
Bereits im Juni 2015 hatte die KVG bekannt gegeben, das Liniennetz in Kassel grundlegend zu erneuern. Im Rahmen des Konzeptes Kasseler Linien fand eine umfangreiche Bürgerbeteiligung statt. Im Juni 2017 wurde die Einführung des neuen Liniennetzes beschlossen, welches am 25. März 2018 in Betrieb ging. Die größten Veränderungen brachte das neue Netz im Bereich der Buslinien mit, doch auch beim Straßenbahnnetz sind Neuerungen zu verzeichnen. In der Hauptsache sind dies die neuen Fahrwege der Linien 3, 4, 6 und 7. Darüber hinaus kommen auf der Linie 6 wochentags Beiwagengespanne zum Einsatz, wodurch die zuvor stets im Winterhalbjahr angebotenen nachmittäglichen Verstärkerleistungen auf der Frankfurter Straße (Linie 5E) nunmehr entfallen sind.

### Historischer Fahrzeugpark

#### Die Anfänge

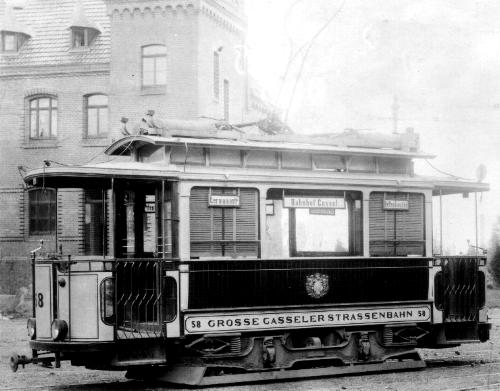
Der elektrische Triebwagen 58 zum Zeitpunkt seiner Auslieferung 1899

Bis 1900 wurden 54 elektrische Triebwagen bei Van der Zypen & Charlier und Credé bestellt. Das erste Los von 14 relativ großen Triebwagen war für den Betrieb auf der kurvenarmen Strecke der ehemaligen Dampfbahn vorgesehen. 40 weitere Triebwagen mit deutlich kleinerem Achsstand verkehrten auf den restlichen verwinkelten Strecken. Nach dem Ersten Weltkrieg bestellte die „Große Casseler Straßenbahn“ zur Erneuerung ihres überalterten Wagenparks zehn Triebwagen (Tw 114–123) bei Van der Zypen & Charlier in Köln-Deutz. Diese besaßen verlängerte Fahrgestelle mit 2.500 mm Achsstand, geschlossene Plattformen, eine gemischte Holz-Stahl-Bauweise und waren äußerlich an Frankfurter D-Wagen angelehnt. Zeitgleich wurden fünf großdimensionierte Zweiachser mit 3.500 mm Achsstand bei der Kasseler Firma Credé in Auftrag gegeben (vermutlich geplant als Tw 15–19). Diese Fahrzeuge waren für ruhigen Geradeauslauf konzipiert, aber wegen ihrer starren Achslagerführung für das ansonsten kurvenreiche Kasseler Netz ungeeignet.
Aufgrund der Hyperinflation konnten beide Serien nicht ausgeliefert werden. Die fast fertiggestellten van-der-Zypen-Wagen wurden ohne elektrische Ausrüstung über einen Agenten nach Stockholm verkauft, dort unter der Bezeichnung Typ A10 (Nr. 264–273) in Betrieb genommen und mit Ausrüstungen von ASEA versehen. Die Credé-Wagen gingen ohne elektrische Ausstattung nach Oslo, wo sie als Beiwagen (Nr. 514–518) eingesetzt wurden. In Kassel wurden ab Mitte der 1920er Jahre Triebwagen mit ähnlicher Konstruktion bei O&K nachgeliefert (Tw 114(II)–123(II) und 15–27).

#### 260, 261–288 (2+2-Triebwagen)
1955 wurden von Credé fünf zweiachsige Einrichtungstriebwagen mit entsprechenden Beiwagen ausgeliefert. Sie stellen die letzte zweiachsige Triebwagenbaureihe der KVG dar und entsprachen dem auch in anderen westdeutschen Städten verbreiteten Verbandstyp. Die ersten beiden Beiwagen (551 und 552) wurden als Zweirichtungswagen abgeliefert, aber noch im Ablieferungsjahr zu Einrichtungswagen umgebaut.
Aus dem Verbandstyp entwickelte Credé ab 1955 einen Gelenktriebwagen. Im Prinzip handelte es sich um einen Triebwagen mit Beiwagen, bei dem ein begehbares und freischwebendes Mittelteil beide Wagenhälften verband. Aus wirtschaftlicher Sicht sprachen die geringen Entwicklungskosten und der Rationalisierungseffekt beim Einsatz von Schaffnern für die Anschaffung. Aus dem im Kasseler Liniendienst eingesetzten Prototyp (Wagen 260) wurde eine Serie von 28 vierachsigen Gelenktriebwagen (261–288), wobei sich nun der Wagenkasten an modernen Bauformen des Duewag-Gelenkwagens orientierte. Die Wagen wurden von 1956 bis 1958 ausgeliefert. Zwischen 1978 und 1982 unterzog man den Großteil der Triebwagen 261-288 einer Modernisierung.
Nach Ablieferung der ersten N8C-Triebwagen kam es 1981 zu ersten Ausmusterungen. Dies betraf den Prototyp (Triebwagen 260) und auch einige der Serienfahrzeuge. Die modernisierten Triebwagen waren bis Mitte der 1980er Jahre noch gut im Linienbetrieb vertreten. Erst die Anlieferung weiterer N8C-Triebwagen im Jahr 1986 verdrängte die vierachsigen Gelenktriebwagen allmählich aus dem Plandienst, sodass es 1986 und 1987 zu einer weiteren Ausmusterungswelle kam. Die letzten Exemplare, die danach nur noch im Fahrschul- und E-Wagen-Betrieb liefen, schieden bis Anfang 1991 nach Inbetriebnahme der ersten Niederflurtriebwagen endgültig aus dem Bestand.
Der Prototyp 260 wurde 1983 an das Hannoversche Straßenbahn-Museum in Wehmingen abgegeben, wo er noch heute in schlechtem Zustand vorhanden ist. Dort befindet sich auch der Triebwagen 269. Der Triebwagen 273 steht seit 2014 im Technik-Museum Kassel. Der Triebwagen 282 befindet sich in den Niederlanden. Zehn Fahrzeuge erhielt 1990/91 der Verkehrsbetrieb Gorzów Wielkopolski in Polen. Mit Ausnahme des Triebwagens 270, der an die Straßenbahnfreunde Warschau ging, sind die nach Polen verkauften Wagen mittlerweile verschrottet.

#### 301–317, 351–366 (GT 6)

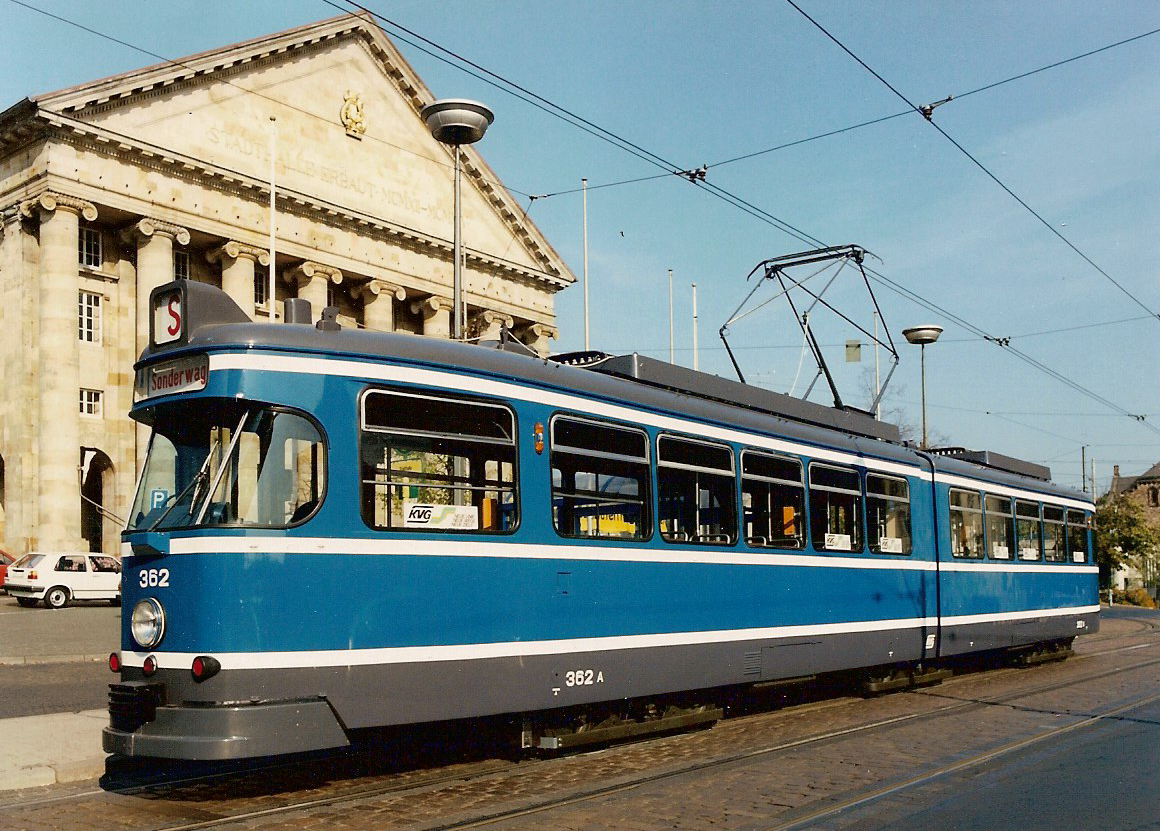
Wegmann-Triebwagen 362 von 1970

Mitte der 1960er Jahre wurde die Arbeitsgemeinschaft der Kasseler Waggonindustrie (eine Kooperation von Wegmann und Credé) mit der Lieferung neuer Straßenbahnwagen beauftragt. Im wesentlich glichen die Wagen den seit 1956 von Düwag gebauten Gelenktriebwagen und waren Lizenzbauten.
Von Wegmann wurden in zwei Lieferlosen die Triebwagen 301–314 (1966) und 315–317 (1970) geliefert. Die Triebwagen 304 und 314 bis 317 erhielten am B-Teil eine Scharfenbergkupplung, um auch mit den Beiwagen eingesetzt werden zu können. Diese wurden aber relativ früh wieder entfernt. Die Triebwagen 301 bis 304 wurden abweichend von den anderen Fahrzeugen mit einer SieMatic-Steuerung geliefert, die sie bis zur Ausmusterung behielten.
Credé lieferte 1966/67 sieben sechsachsige Einrichtungsgelenktriebwagen Typ GT 6 (351–357, geliefert als 315–321). Diese Wagen hatten das typische PCC-Gesicht der sonst in Deutschland weit verbreiteten Düwag-Wagen erhalten.
Ein weiteres Los Einrichtungstriebwagen lieferte Wegmann 1971. Diese neun Wagen (358–366) hatten im Gegensatz zur Credé-Serie eine schlankere Stirnfront mit Panorama-Windschutzscheibe, die den Kasseler Wagen 301–317 angeglichen war.

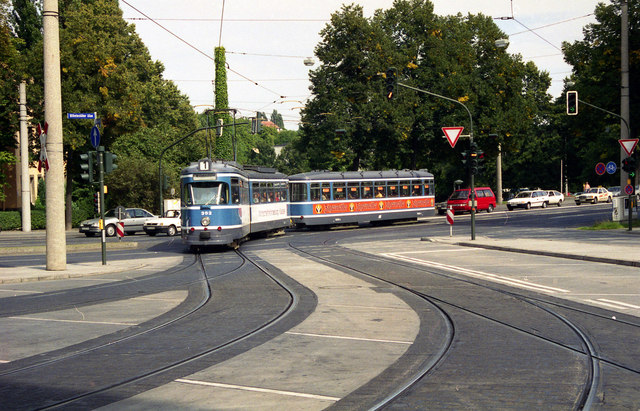
Beiwagenzug der KVG 1995

Zu den 16 Einrichtungstriebwagen wurden insgesamt elf vierachsige Großraumbeiwagen beschafft. Die ersten fünf Wagen wurden 1967 noch von Credé ausgeliefert, kurz bevor die Produktion eingestellt wurde, die restlichen kamen 1971 von Wegmann. 1986 wurden drei gebrauchte L-Beiwagen aus Frankfurt am Main übernommen. Zwei gingen als Bw 575 und 576 in Betrieb, der dritte diente als Ersatzteilspender.

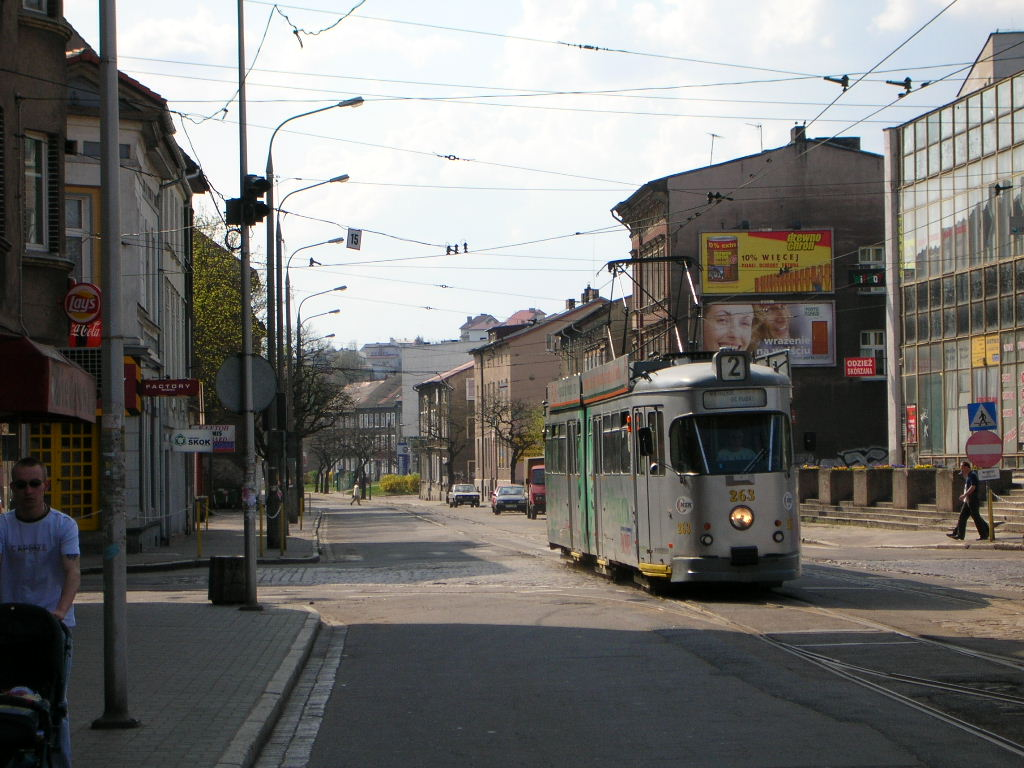
Ein Wagen aus Kassel in Gorzów Wielkopolski

Der Großteil der Zweirichtungsfahrzeuge 301–317 wurde mit der Auslieferung des neuen Niederflurtyps 8ENGTW 1999 ausgemustert, einige Wagen auch schon in den Jahren zuvor. Viele Fahrzeuge dieser Serie wurden nach Gorzów in Polen verkauft. Der Triebwagen 316 wurde noch einige Jahre als Fahrschulwagen aufbewahrt und befindet sich heute im Technik-Museum Kassel, der Triebwagen 317 wurde zum Schienenpflegezug umgebaut und war so noch bis Anfang 2018 im Einsatz, ehe er im Herbst desselben Jahres ebenfalls an das Technik-Museum abgegeben wurde.
Die Credé-Einrichtungstriebwagen (351–357) wurden nach Ablieferung der Niederflurtriebwagen 451–475 Mitte der 1990er Jahre abgestellt und nach Gorzów in Polen abgegeben. Lediglich die Tw 354 und 355 blieben in Kassel, wurden modernisiert und dann später wieder in Betrieb genommen. Ihre endgültige Abstellung erfolgte im Dezember 2003.
Die zweite Lieferserie an Einrichtungsfahrzeugen von Wegmann (358–366) schied dann um 2000 aus dem Liniendienst aus und wurde zum Großteil ebenfalls nach Gorzów verkauft.
Die Beiwagen 561–571 bzw. 575–576 wurden in der Mehrzahl zwischen 1996 und 2004 verschrottet. Zwei wurden nach Norrköping (Schweden) verkauft, wo sie nach einem kurzen Zwischenspiel als „rollende Sauna“ später ebenso verschrottet wurden.
Ein Einrichtungstriebwagen mit Beiwagen (Triebwagen 355 mit Beiwagen 569) befindet sich im Kasseler Technik-Museum, ebenso wie der Beiwagen 575.

#### Noch vorhandene Fahrzeuge

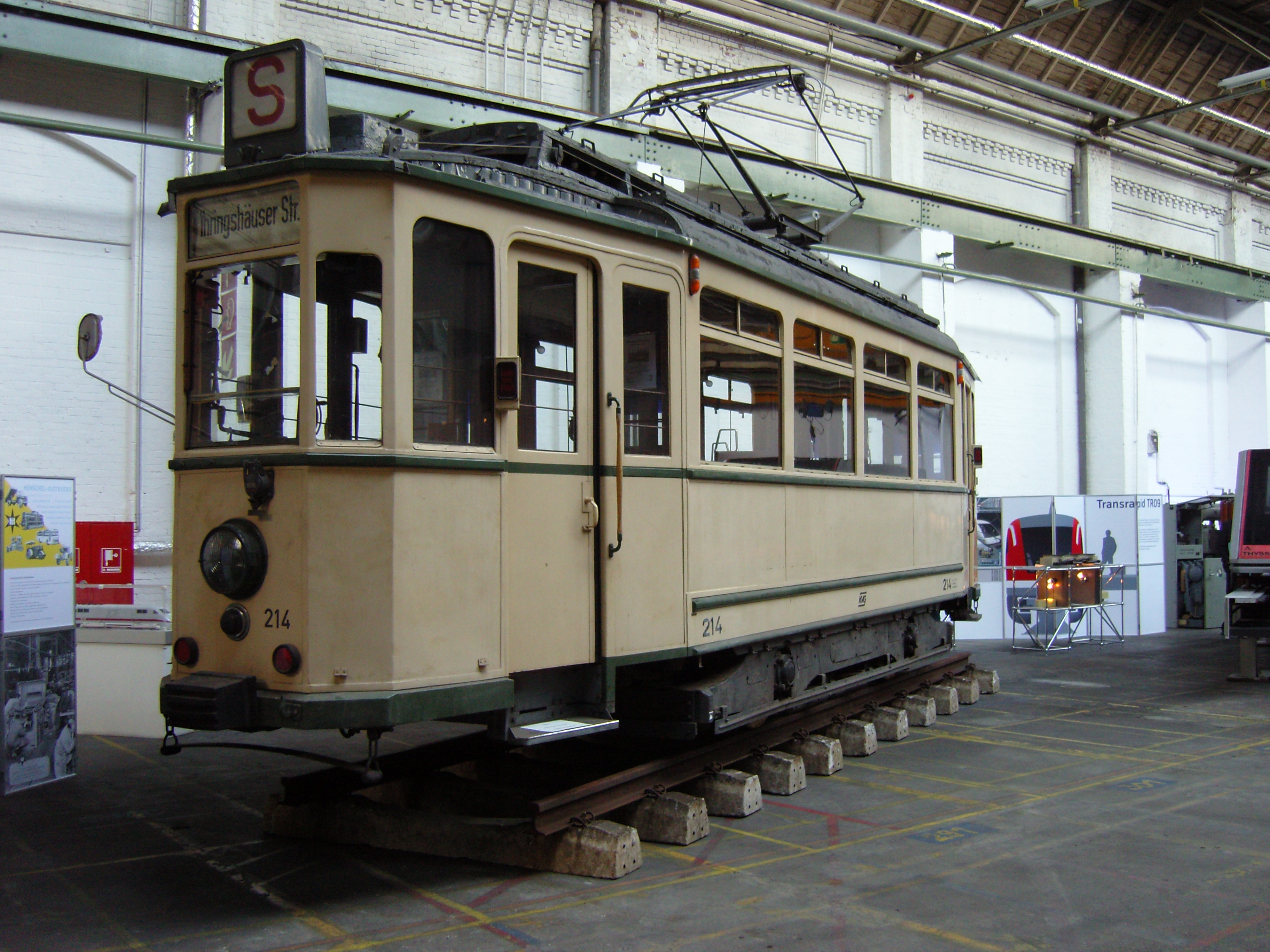
Triebwagen 214 als Leihgabe im Technik-Museum Kassel

Im Fahrzeugpark der KVG befinden sich die Triebwagen 110 (Baujahr 1907), 144 (Bj. 1909) und 228 (Bj. 1941). Dazu gehören auch die Beiwagen 655 und 521. Daneben existieren abgestellt die Triebwagen 229, 273 (Baujahr 1957, Doppelzweiachser), 355 (Gelenkwagen Typ GT6 Baujahr 1967), Triebwagen 316 (ein Wegmann-6ZGTW, Baujahr 1970), und der Vierachsbeiwagen 569 von 1971. Auch vorhanden ist noch der Pferdebahnwagen 8, der aber kein originaler Pferdebahnwagen ist, sondern aus dem ehemaligen Triebwagen 80 (von 1900) umgebaut wurde. Am 24. Juli 2014 wurde bekannt, dass insgesamt 19 historische Fahrzeuge und Gerätschaften aus dem Bestand der KVG als Dauerleihgabe an das Technik-Museum Kassel abgegeben werden. Hierfür wurden im Museum alte Straßenbahngleise aus der Ihringshäuser Straße eingebaut. Die Umsetzung der Fahrzeuge fand per Tieflader am 23. Oktober 2014 statt.
In verschiedenen Straßenbahnmuseen sind weitere Wagen vorhanden, so im Hannoverschen Straßenbahn-Museum die Triebwagen 100 (ex 120, Fahrschultriebwagen), die Triebwagen 218 und 223 (letzterer in einer Warschauer Lackierung für den Film „Der Pianist“ von Roman Polański), der Doppelzweiachser-Gelenkwagen-Prototyp 260, der Triebwagen 269, der Arbeitstriebwagen 722 (ehemals Triebwagen 14, von 1898 mit Dieselgenerator), daneben ein zum Fahrzeug 218 passender Beiwagen. Im Technik-Museum Kassel ist der Triebwagen 214 ausgestellt.
In den Niederlanden sind noch vorhanden: der Triebwagen 212 und der Triebwagen 303 als Gästezimmer (wurde in Amsterdam wegen Fahrschalterbrand ausgemustert, er war einer von vier Triebwagen dieser Serie, die eine SiMatic-Steuerung hatten), der vierachsige Gelenkwagen 282 (aktueller Standort unbekannt) sowie der Zweiachstriebwagen 224 in Amsterdam. Die ebenfalls zunächst an die Amsterdamer Museumstram-Sammlung abgegebenen Zweirichtungssechsachser 305 und 310 wurden im Frühjahr 2011 von dort nach längerer Abstellzeit nach Gorzów weiterverkauft. Dort wurden sie aufgearbeitet und seit Herbst 2011 wieder im Linienbetrieb eingesetzt.

## Streckennetz

### Streckenabschnitte

Entwicklung des Straßenbahn-Streckennetzes im Stadtzentrum von Kassel

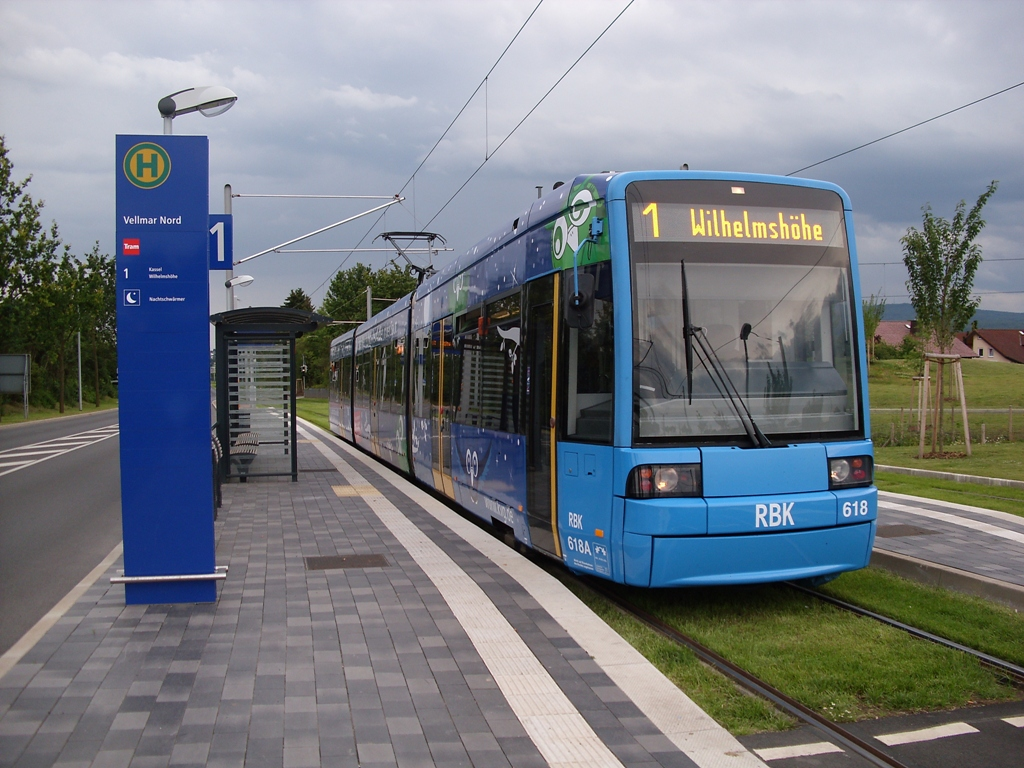
Straßenbahnzug in der Endhaltestelle Vellmar Nord

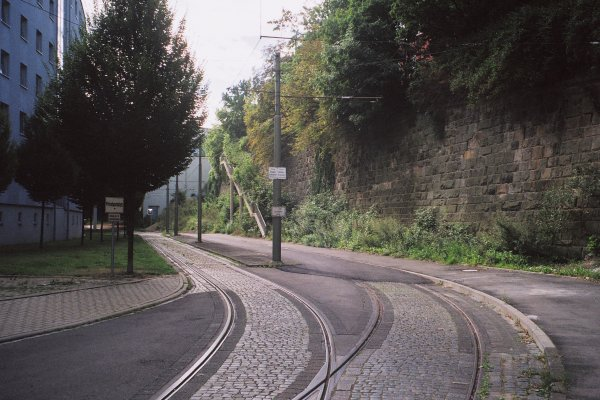
Schleife Polizeipräsidium, hier halten aktuell Ein/Ausrücker und Mo–Fr morgens eine Fahrt der Linie 7. Die überwucherte Mauer ist mittlerweile durch ein neues Betonkonstrukt ersetzt worden. Das asphaltierte Gleis ist mittlerweile wieder befahrbar. Das linke Gleis führt sowohl zum Stern als auch in den alten Tunnel, das überasphaltierte rechte nur Richtung Stern. Rechts oberhalb liegt der Hauptbahnhof

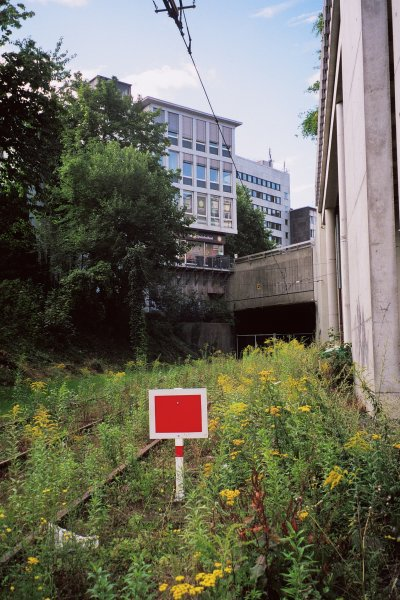
Alte Nordeinfahrt in den Tunnel unter dem Bahnhofsvorplatz

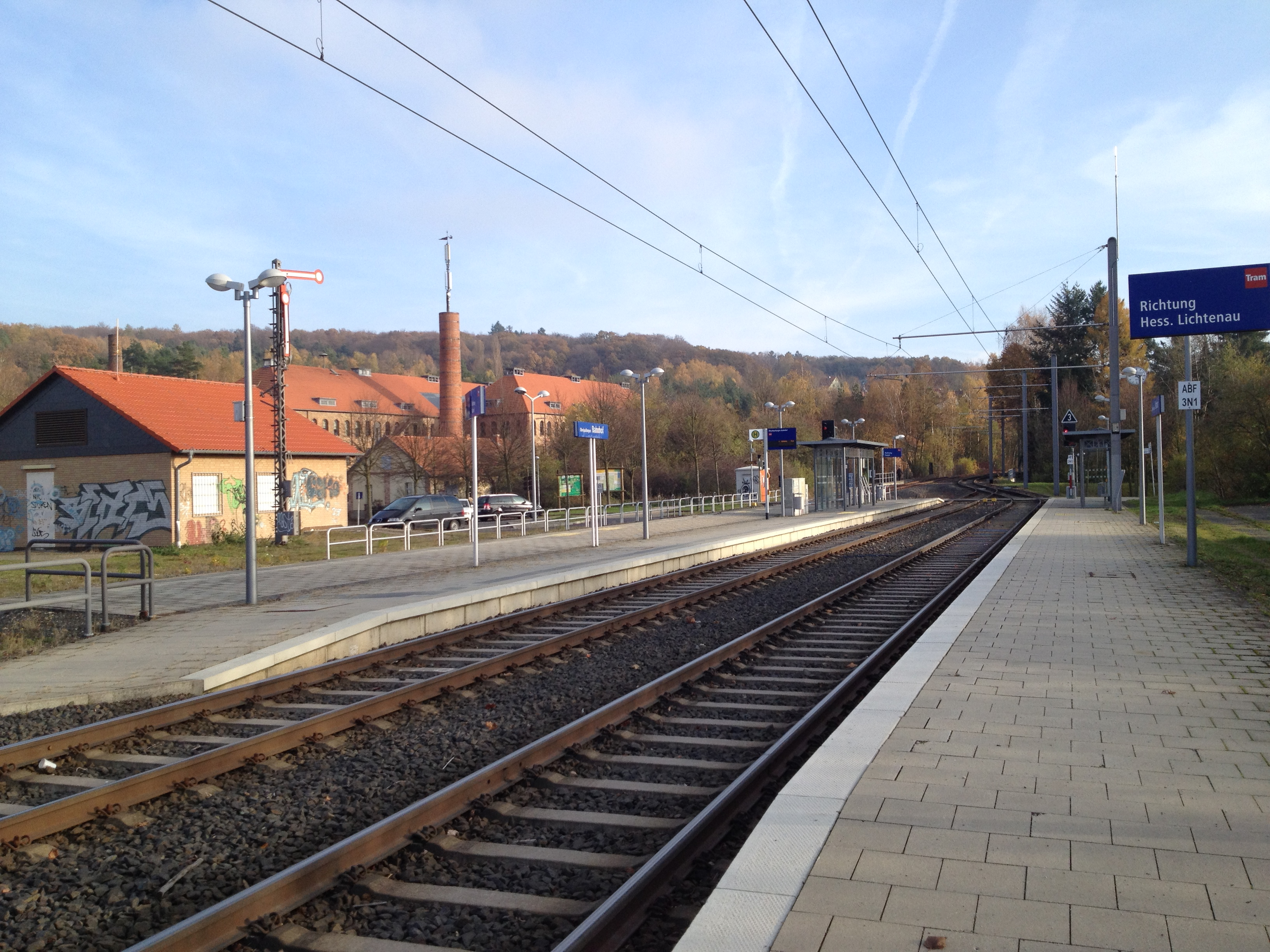
Bahnhof Oberkaufungen

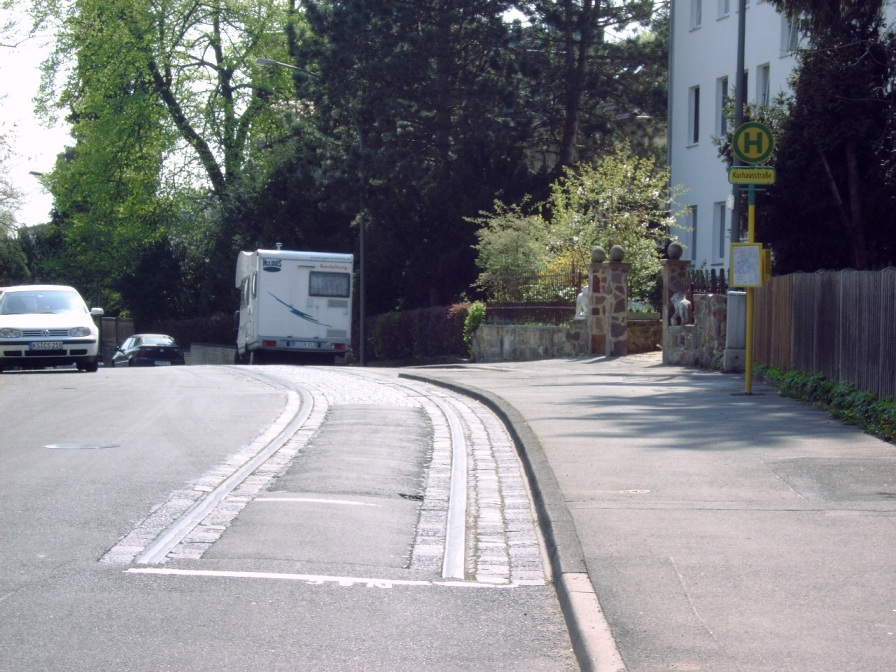
Ende der stillgelegten Strecke zur Kurhausstraße

Durch die Fußgängerzone Königsstraße und nordwestlich daran vorbei befindet sich der Innenstadtring.
Der zweigleisige Innenstadtring beginnt an der Kreuzung Am Stern, folgt dann der Unteren und Oberen Königsstraße durch die Fußgängerzone bis zur Kreuzung am Rathaus. Von dort geht es über die Fünffensterstraße bis zum Gleisdreieck am Ständeplatz und weiter zum Gleisdreieck am Scheidemannplatz. Heute zweigt hier die Strecke für die Regiotram zum Hauptbahnhof ab. Diese führt direkt nach dem Abzweig in die Kurfürstenstraße über eine Rampe in einen unter dem Bahnhofsvorplatz und dem Bahnhofsgebäude verlaufenden Tunnel. Ab dem Scheidemannplatz verläuft die Strecke über die Rudolf-Schwander-Straße zum Lutherplatz und mündet in die Lutherstraße ein, die wieder direkt zur Kreuzung Am Stern führt.
Daran schließen sich von Nordwesten her im Uhrzeigersinn folgende Strecken an:
- Grüner Weg – Tunnel Hauptbahnhof bzw. Wendeschleife Ottostraße: ohne regelmäßigen Linienverkehr

Die Strecke beginnt zweigleisig am Lutherplatz und kann nur in Richtung Am Stern befahren werden. Über den Grünen Weg vorbei an der Haltestelle Erzbergerstraße, die im Regelfall nur von Buslinien angefahren wird, verläuft die Strecke bis zur Einmündung der Reuterstraße. Von dort führte die Strecke bis 2005 in den 1968 eröffneten Tunnel unter den Bahnhofsvorplatz des Hauptbahnhofs mit dem U-Bahnhof Hauptbahnhof. Dieser Streckenabschnitt wurde auch „Deutschlands hässlichste U-Bahn“ genannt. Durch den Verlust des Fernverkehrs für den Hauptbahnhof im Jahr 1991 verlor diese Streckenführung an Bedeutung. Auch für Umleitungen war die Strecke aufgrund der längeren Fahrzeit gegenüber der Route durch die Königsstraße ungeeignet. Dadurch und durch den dazu noch dünnen Takt der damaligen Linie 7 verwaiste und verwahrloste dieser Streckenteil immer mehr. 2005 wurde die Tunnelhaltestelle Hauptbahnhof nach dem Bau der alternativen Strecke durch die Rudolf-Schwander-Straße schließlich geschlossen. Die Tunnelrampe in der Kurfürstenstraße blieb bestehen und wird seitdem von der RegioTram genutzt.
Die groß angelegte Wendeschleife Ottostraße konnte bis 2005 sowohl von der Tunnelstrecke unter dem Hauptbahnhof als auch vom Lutherplatz kommend befahren werden. Die Strecke verläuft eingleisig durch den Grünen Weg und biegt dann in die Ottostraße ein. Bei Fahrt durch den Grünen Weg wird noch die Haltestelle Arbeitsamt angekündigt, die jedoch vor Ort nicht dauerhaft gekennzeichnet ist und nur bei geplantem Umleitungsverkehr wieder aktiviert wird. Das Ausweichgleis an der Endhaltestelle Ottostraße (mittlerweile in Polizeipräsidium umbenannt) war bereits durch Asphalt überdeckt, im Jahr 2016 wurde die Asphaltierung jedoch wieder entfernt, so dass wieder beide Gleise nutzbar sind. Die Ausfahrt erfolgt dann aus beiden Gleisen in die vom alten Tunnel kommende Strecke zur Haltestelle Erzbergerstraße. Bis 2005 war auch die Ausfahrt aus dem linken Ausweichgleis in den Tunnel möglich. Die Haltestelle Polizeipräsidium war über eine Treppe vom Nordausgang des Hauptbahnhofs zu erreichen, die heute jedoch völlig mit Buschwerk zugewachsen ist beziehungsweise entfernt wurde, ein Zugang aus Richtung Hauptbahnhof ist nur noch über einen Fußweg der deutschen Bahn möglich.
Seit einiger Zeit wird die Wendeanlage zeitweise wieder im fahrplanmäßigen Verkehr genutzt, allerdings nur für einige Aus- und Einrückfahrten von bzw. zum Betriebshof Sandershäuser Straße. Darüber hinaus dient die Strecke als kurzfristige innenstadtnahe Wendemöglichkeit und wird auch im geplanten Umleitungsverkehr angefahren.
Die in Folge der Stilllegung der Tunnelstrecke nicht mehr benötigten Weichen und Gleiskreuzungen im Bereich Ottostraße – Grüner Weg wurden Ende 2022 ausgebaut. Seit November 2023 fährt die Linie 7 allerdings dorthin, weil der Fahrplan wegen Fahrermangel angepasst wurde.
Seit Januar 2025 fährt die Linie 7 wieder regulär zum Mattenberg und der Linienabschnitt wird nun nur noch von einer Fahrt der Linie 7 Richtung Wolfsanger sowie für Ein/Ausrücker genutzt.
- Rothenditmold: stillgelegt zum Fahrplanwechsel am 25. September 1971, zuletzt Linie 7

Die Strecke begann an einem Gleisdreieck nahe der Haltestelle Erzbergerstraße. Über die Reuterstraße und die Wolfhager Straße führte die Strecke zumeist eingleisig in den Stadtteil Rothenditmold. Endhaltestelle war zuletzt ein Gleisdreieck an der Ecke Wolfhager Straße/Engelhardstraße. An einer Verkehrsinsel an der Einmündung der Reuterstraße in den Grünen Weg befindet sich noch ein kurzes zweigleisiges Reststück der Strecke.
- Holländische Straße – Vellmar Nord: Linien 1 und 5

Die Strecke beginnt am Innenstadtring an der Haltestelle Am Stern und folgt in ihrem gesamten Verlauf der Holländischen Straße durchgehend auf eigenem Gleiskörper in Mittellage. An der Haltestelle Holländischer Platz/Universität befand sich eine Vorsortierweiche, die noch vor dem eigentlichen Abzweig im Nichts endete. Sie entstand Ende der 90er Jahre im Rahmen der Neugestaltung der Haltestelle als Bauvorleistung für eine an der Universität vorgesehene Wendeschleife. Sie sollte eine Angebotsverstärkung zwischen Stern und Holländischem Platz ermöglichen, um die durch die Universität bedingte sehr hohe Fahrgastnachfrage besser befriedigen zu können. Nachdem der Bau der Wendeschleife in den politischen Gremien der Stadt seinerzeit keine Mehrheit fand, ist keine Einrichtung einer Wendeschleife mehr vorgesehen. Die Weiche wurde Anfang der 2010er Jahre, die Gleisverschlingung 2017 ausgebaut.
Kurz vor der Stadtgrenze befindet sich die Haltestelle Holländische Straße mit einer zweigleisigen Wendeschleife, an der die Linie 5 endet. Hier gibt es Anschluss zu den Buslinien 11, 28 und 44 Richtung KS-Harleshausen, KS-Philippinenhof/Warteberg und Vellmar-West sowie zur Schnellbuslinie 100 zum Flughafen Kassel-Calden. Seit dem 23. Oktober 2011 schließt sich hier die Neubaustrecke der Linie 1 nach Vellmar Nord entlang der ehemaligen Buslinie 45 an, deren Bau im August 2008 begonnen wurde. Die Strecke folgt der Holländischen Straße in Mittellage im Linksverkehr, um nur einen Mittelbahnsteig pro Haltestelle bauen zu müssen; eine solche Anordnung stellt für Deutschland (abgesehen vom nach EBO betriebenen Bahnhof Dürkheim Ost der Rhein-Haardt-Bahn) ein Novum dar und ist weltweit nur sehr selten anzutreffen. Die Trasse verlässt die Bundesstraße 7 über die Brüder-Grimm-Straße. Die Strecke verläuft bis auf einen kurzen eingleisigen Abschnitt (Gleisverschlingung) an der Haltestelle Vellmar Rathaus zweigleisig und endet am nördlichen Ortsausgang von Vellmar in Richtung Espenau-Hohenkirchen in einer Wendeschleife. Hier besteht Anschluss zum Bus 47 Richtung Flughafen Kassel-Calden über Espenau, Wilhelmsthal und Calden.
- Weserstraße – (Klinikum Kassel) – Ihringshäuser Straße: Linien 3 und 6

Die Strecke beginnt am Innenstadtring an der Haltestelle Am Stern und zweigt am Altmarkt von der Strecke nach Hessisch Lichtenau ab. An der Haltestelle Weserspitze zweigt die Strecke nach Wolfsanger in die Fuldatalstraße ab und die Strecke verzweigt sich nach kurzem Verlauf in der Ihringshäuser Straße. Eine Strecke zweigt nach links in den Mittelring ab und folgt dann der Mönchebergstraße zum Klinikum und trifft an der Eisenschmiede wieder auf die durchgehende Strecke durch die Ihringshäuser Straße.
Vor der Endstation befindet sich eine Gleiskreuzung, so dass die Wendeschleife im Uhrzeigersinn befahren werden kann. Hier besteht Anschluss an Busse nach Vellmar, Fuldatal, Hann. Münden und Immenhausen-Holzhausen sowie zu den Stadtbussen in die Siedlungen Bossental und Hasenhecke. Die durchgehende Strecke verläuft zweigleisig auf eigenem Bahnkörper, die Strecke über Klinikum ist eingleisig mit einer Ausweiche an der Haltestelle Klinikum und verläuft im Straßenraum. Vom Klinikum kommend besteht an der Eisenschmiede eine Abbiegemöglichkeit stadteinwärts in die Ihringshäuser Straße, die aber im Liniendienst nicht bedient wird.
Bereits seit Jahren wird über eine Verlängerung nach Fuldatal-Ihringshausen diskutiert. Nach dem Ausbau der B 3 wäre jetzt der Weg frei, aber in Fuldatal wird teilweise die Anbindung über eine Regiotramlinie auf der Strecke Kassel–Göttingen bevorzugt.
- Wolfsanger: Linie 7

Die Strecke zweigt an der Haltestelle Weserspitze von der Strecke zur Ihringshäuser Straße ab. 2006 begann der Umbau der Fuldatalstraße, welcher im Sommer 2007 abgeschlossen wurde. Seitdem ist die Strecke bis zur Haltestelle Wolfsgraben zweigleisig geführt. Die restliche Strecke ist eingleisig und endet stumpf an der Haltestelle Wolfsanger, was den Einsatz von Zweirichtungs-Fahrzeugen erfordert. Nach der Stilllegung der Strecke nach Rothenditmold war auch diese Strecke stilllegungsgefährdet. Langfristig wird aber über eine Verlängerung über die Fulda nach Niestetal nachgedacht. Dies würde den Bau einer Brücke über die Fulda erforderlich machen.

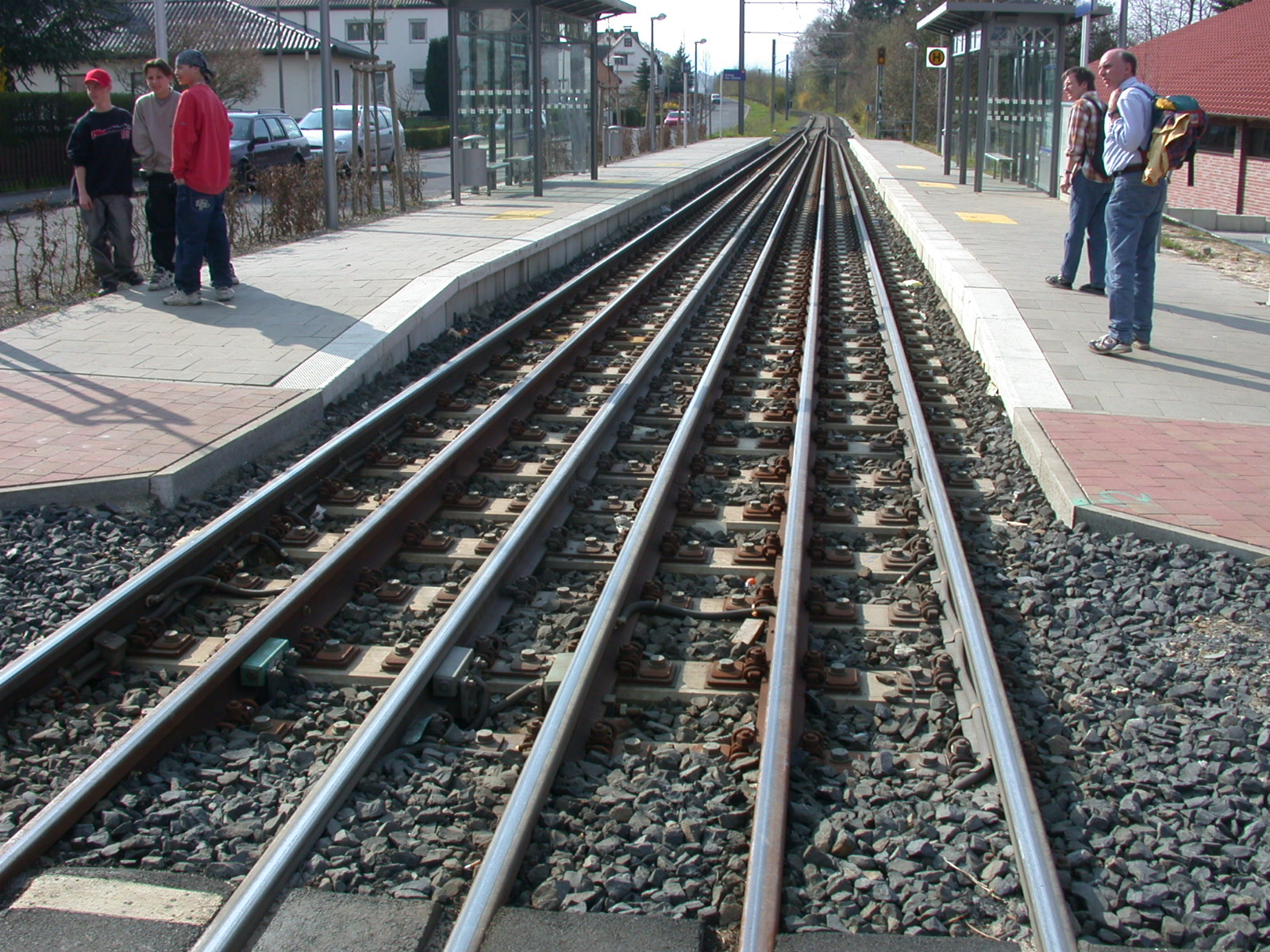
Sechsschienengleis in Kaufungen auf der Strecke nach Hess. Lichtenau

- Leipziger Straße – Kaufungen – Helsa – Hessisch Lichtenau: Linien 4 und 8

Die Strecke beginnt am Innenstadtring an der Haltestelle Am Stern. An der nächsten Haltestelle Altmarkt zweigt die Strecke nach Ihringshäuser Straße/Wolfsanger ab. Die Strecke überquert sodann die Fulda und ist damit die einzige Strecke rechts der Fulda. Der Unterneustädter Kirchplatz und der Platz der Deutschen Einheit (Großer Kreisel) werden anschließend von der Trasse durchquert. An der Haltestelle Sandershäuser Straße befindet sich seit 2001 ein Betriebshof mit zweigleisiger Zufahrt aus beiden Fahrtrichtungen. Das Gleisdreieck wird zudem vom Gleis der Anschlussbahn zum Kasseler Fuldahafen gekreuzt. Bis hierhin ist die Strecke zweigleisig auf eigenem Bahnkörper. Bis Leipziger Platz wird anschließend der Straßenraum mitbenutzt. Bis 2006 befand sich am Leipziger Platz eine Wendeschleife, die jedoch aufgrund ihres engen Kurvenradius nicht von den neueren Straßenbahnfahrzeugen befahren werden konnte. Außerdem wurde die Wendeschleife häufig durch parkende Autos blockiert. Als Ersatz wurde etwa 200 Meter stadtauswärts die neue Wendeschleife Leipziger Straße angelegt. Ab dem Leipziger Platz hat die Strecke wieder einen eigenen Bahnkörper. Der zweigleisige Ausbau des Abschnitts Leipziger Platz Richtung Lindenberg war erst im Jahr 2000 fertiggestellt worden. An der Haltestelle Lindenberg könnte später ein Abzweig nach Lohfelden realisiert werden. Hier befand sich bis 2000 eine Wendeschleife an der Endstation der damaligen Trasse. Die Strecke führt seitdem weiter bis zur Haltestelle und Wendeschleife Kaufungen-Papierfabrik. Danach erfolgt die Einfädelung in die Eisenbahnstrecke (Waldkappeler Bahn), die nur von Fahrzeugen der 600er und 700er Serien befahren werden kann.
Die Strecke ist ab hier nur noch teilweise zweigleisig und einzelne Haltestellen sind mit Mehrschienengleisen ausgestattet. Zwischen Niederkaufungen Bahnhof und Oberkaufungen Bahnhof gibt es zwei alternative Streckenführungen: als Straßenbahn elektrisch durch Kaufungen oder als Eisenbahn ohne Oberleitung. In Hessisch Lichtenau zweigt eine Straßenbahnstrecke von der Eisenbahnstrecke ab und endet in der Stadt. Wendemöglichkeiten gibt es in Helsa und Hessisch Lichtenau als Wendeschleife und in Oberkaufungen Bahnhof als Stumpfgleis.
In Oberkaufungen gibt es Anschlüsse nach Nieste, in Helsa nach Großalmerode und in Hessisch Lichtenau nach Eschwege.
- Oberzwehren: Linien (2), 3, 5, 6 und 7

Die Strecke beginnt am Innenstadtring an der Haltestelle Rathaus und folgt der Frankfurter Straße und Altenbaunaer Straße bis Oberzwehren. Sie ist zweigleisig mit eigenem Bahnkörper in Straßenmitte bis kurz vor die Haltestelle Keilsbergstraße, danach abseits der Straßen. Am Auestadion gibt es eine in beiden Richtungen befahrbare Wendeschleife. In diese ist eine zweigleisige Haltestelle integriert, welche jedoch nur während Großveranstaltungen im Auestadion oder der Eissporthalle bedient wird. Weiterhin befinden sich kurz hinter der Haltestelle Auestadion zwischen den beiden Fahrspuren des Autobahnzubringers zur A 49 zwei Stumpfgleise, die von Regiotram-Wagen zum Wenden verwendet werden. An der Haltestelle Oberzwehren Mitte existiert ein Gleisdreieck mit Fahrtmöglichkeit zum Bahnhof Wilhelmshöhe und nach Baunatal/Mattenberg.
- von Oberzwehren weiter nach Baunatal-Großenritte: Linien (2) und 5

Die Strecke führt zunächst abseits der Straßen bis zur Haltestelle Mattenberg, wo die Linien 3, (5) und 7 enden. Hier zweigt auch die alte Strecke zum VW-Werk ab. Entlang der Altenbaunaer Straße geht es bis zur Haltestelle Baunsberg. Ab hier wird die Strecke eingleisig und nach Eisenbahnrecht befahren. Nach VW-Werk biegt die Strecke auf die Eisenbahnstrecke Kassel–Baunatal–Schauenburg–Naumburg ein. Nach der Ausweiche Kleingartenverein folgt Stadtmitte, ebenfalls mit Ausweiche. Dort findet der Umstieg zu den Stadtbussen statt.
Nach zwei weiteren Stationen endet die Straßenbahnstrecke in einer Wendeschleife am Bahnhof Großenritte. Da der Abstand zwischen diesen beiden Stationen ca. vier Minuten Fahrzeit beträgt, was bei vier Zügen pro Viertelstunde nicht ausreicht, die Strecke zu räumen, fährt zu den Zeiten, zu denen zwei Linien betrieben werden, eine davon gegen die Lastrichtung die beiden Haltestellen dazwischen nicht an.
- von Mattenberg weiter nach Baunatal (VW-Werk Schleife): ohne Linienverkehr; seit Ostern 2017 gesperrt und unterbrochen

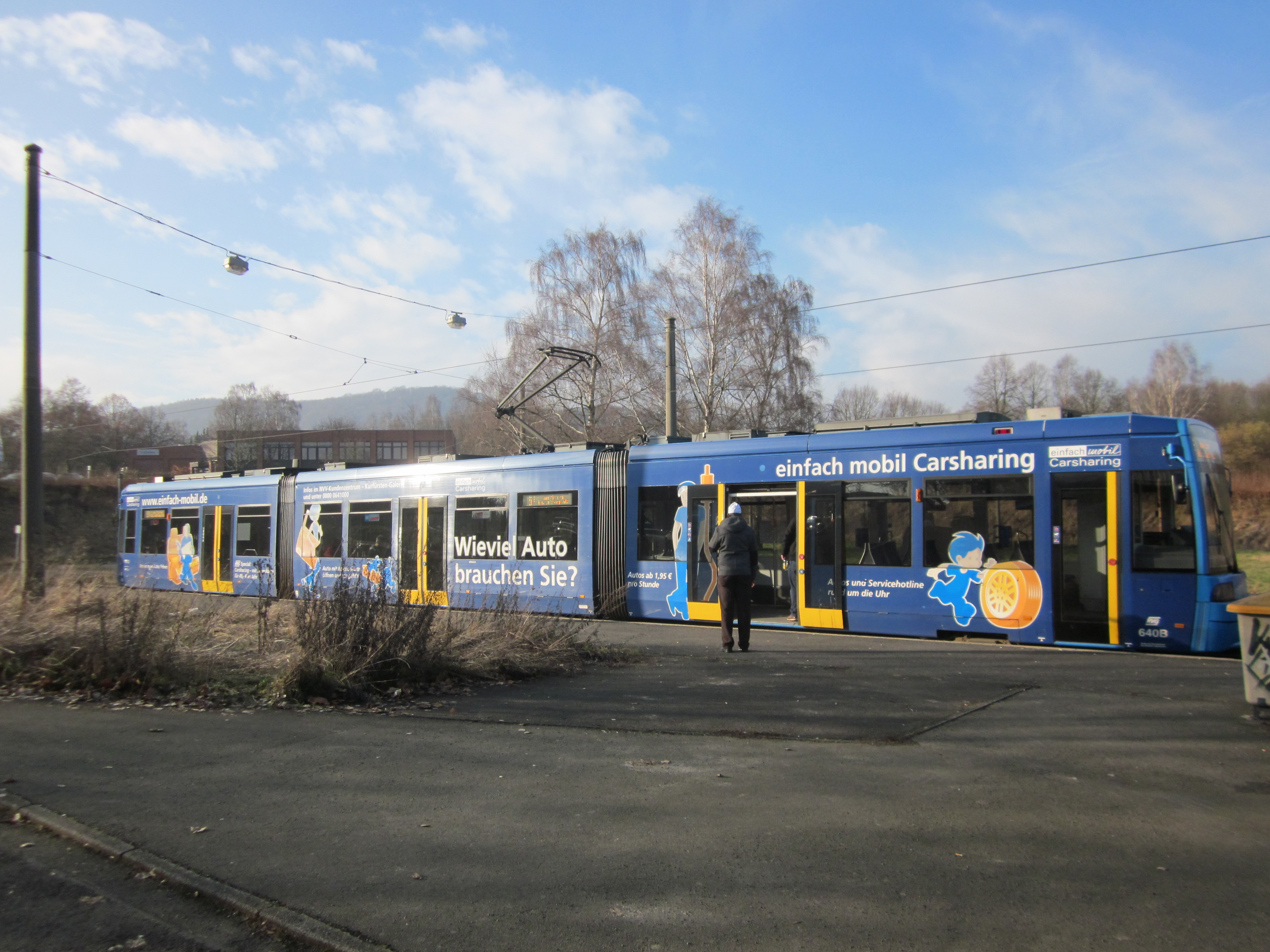
Ein wartender Straßenbahntriebwagen an der Endhaltestelle VW-Werk-Schleife, Februar 2014

Diese Strecke wurde im Februar 1941 eröffnet. Die Strecke endet vor dem VW-Werk im Baunatal, Haltestelle VW-Werk Schleife. Zwischen Mattenberg und VW-Werk befanden sich noch die Haltestellen Schenkelsberg (bis 2017 in Betrieb) und Henschelweg (bereits früher aufgegeben). Die Strecke ist zweigleisig mit eigenem Bahnkörper ausgebaut. Zuletzt wurde sie nur von einzelnen Fahrten, die nur im Winter und an Schultagen stattfanden, im Liniendienst genutzt, vorwiegend, um die Endhaltestelle Mattenberg zu entlasten.
Die Strecke ist seit Ostern 2017 für den Verkehr unterbrochen, außerdem sind die Haltestellen aufgelöst. Anfang Mai 2017 wurde ca. 300 Meter vor der ehemaligen Haltestelle Schenkelsberg in der Julius-Leber-Straße eine Weiche eingebaut, damit mit Zweirichtungsfahrzeugen dort umgesetzt werden kann, falls die Wendeschleife Mattenberg blockiert ist. Diese Umsetzanlage wurde zwischen Oktober 2017 und März 2018 von den Fahrzeugen der Linie 5E zum Umsetzen genutzt.
Grund für die Sperrung der Strecke sind Brückenbauarbeiten an der querenden A 44, wofür die Gleise und die Oberleitung darunter ausgebaut worden waren. Die Bauarbeiten begannen 2017 und sollten ursprünglich nach zwei Jahren abgeschlossen sein. Wegen fehlender Bohrausrüstung musste die zuständige Baufirma die Tätigkeit an der Autobahnbaustelle jedoch im Sommer 2018 niederlegen. Erst im Frühjahr 2019 konnten die Arbeiten dort wieder aufgenommen werden. Dann sollte auch der Straßenbahnbetrieb auf der wegen der Brückenbaustelle stillgelegten Strecke wieder aufgenommen werden. Ob es dort wieder Linienverkehr geben soll, ist jedoch noch nicht geklärt.
Die Strecke wird Stand September 2021 auch nach der Baumaßnahme nicht wieder in Betrieb genommen. Die Oberleitung sei stark sanierungsbedürftig und ist abgebaut worden. Die Strecke bleibt dennoch für den Straßenbahnbetrieb gewidmet im Falle eines zukünftigen Betriebs.
- Wilhelmshöher Allee: Linien 1 und 3 zum Bahnhof Wilhelmshöhe

Diese Strecke war die erste, die in Kassel eröffnet wurde. Die Strecke ist zweigleisig auf eigenem Bahnkörper angelegt.
- Friedrich-Ebert-Straße: Linie 4 (durchgehend bis Bahnhof Wilhelmshöhe), Linie 7 (bis Abzweig Goethestraße), Linie 8 (bis Bebelplatz)
- Goethestraße: Linie 7

Die Strecke zweigt von der Innenstadt kommend direkt nach der Haltestelle Annastraße von der Friedrich-Ebert-Straße ab. Die Strecke folgt zunächst der Goethestraße, anschließend der Germaniastraße und mündet am Wehlheider Platz in die Wilhelmshöher Allee Richtung Bahnhof Wilhelmshöhe vor der Haltestelle Kirchweg ein. Der Streckenabschnitt weist in seinem Verlauf nur eine Station an der Kreuzung Goethestraße/Querallee (Goethestraße) auf. Ihre wichtigste Berechtigung schien die Strecke in den 1990ern verloren zu haben, nachdem mit der Sanierung der Rathauskreuzung der Verkehr von der Wilhelmshöher Allee am Rathaus auf den Innenstadtring über Lutherplatz bzw. Hauptbahnhof abbiegen konnte. Eine befürchtete Stilllegung konnte jedoch verhindert werden. 2011 wurden Goethe- und Germaniastraße saniert, dabei wurden die Straßen nach dem alten, historischen Straßenbild gestaltet und die Gleise zusammen mit dem Individualverkehr auf die südliche Seite gelegt, während auf der nördlichen Seite eine Fußgängerpromenade entstand.
Mit der Einführung des neuen Liniennetzes im März 2018 verlor die Strecke stark an Bedeutung, da die Linie 7 nur noch unter der Woche durch die Goethestraße verkehrt. Am Wochenende wird dieser Abschnitt nur noch von einigen wenigen einrückenden Bahnen bedient sowie von der Nachtschwärmerlinie N3 die Freitag auf Samstag und Samstag auf Sonntag und vor Feiertagen verkehrt. Seit November 2023 fährt die Linie 7 wegen Fahrplananpassungen nur noch zur Haltestelle Polizeipräsidium. Die Haltestelle Goethestraße wird somit nur noch von aus- und einrückenden Kursen der Linie 7 bedient sowie der Nachtschwärmerlinie N3.
Seit Januar 2025 fährt die Linie 7 wieder bis zum Mattenberg. Die Haltestelle Goethestraße wird seitdem wieder regelmäßig bedient.
- Friedrich-Ebert-Straße – Hessenschanze: Linie 8

Die Strecke zweigt am Bebelplatz ab und folgt zunächst dem Kirchweg und der Aschrottstraße. Danach verläuft die Strecke entlang der Breitscheidstraße und im weiteren Verlauf der Gilsastraße bis zur Teichstraße. Bis zur Haltestelle Teichstraße ist die Strecke zweigleisig ausgebaut, danach gibt es nur an den Haltestellen Kirche Kirchditmold und Riedwiesen Ausweichstellen. Zudem befindet sich zwischen den Haltestellen Teichstraße und Kirche Kirchditmold der steilste Streckenabschnitt der Kasseler Straßenbahn mit über 7 % Steigung. Ab der Haltestelle Kirche Kirchditmold folgt die Strecke der Schanzenstraße bis zur eingleisigen Wendeschleife Hessenschanze. Die Wendeschleife war im Sommer 2004 grundlegend erneuert worden. Dabei erfolgte der Rückbau des zweiten Gleises.
- Betriebsstrecke Kattenstraße

Die eingleisige Strecke zweigt von der Friedrich-Ebert-Straße an der Haltestelle Kongress-Palais/Stadthalle in die Kattenstraße ab. Die Einfahrt kann von der Friedrich-Ebert-Straße aus beiden Fahrtrichtungen erfolgen. Die Strecke folgt der Kattenstraße bis zur Kreuzung mit dem Kirchweg und mündet dort in das vom Bebelplatz stadtauswärts führende Gleis Richtung Hessenschanze ein. Eine Befahrung der Strecke aus Richtung Hessenschanze ist seit dem Ausbau eines mit Automatikweichen ausgestatteten Gleiswechsels im Oktober 2010 nicht mehr möglich. Die Betriebsstrecke Kattenstraße wird überwiegend in den frühen Morgenstunden durch aus dem Betriebshof Wilhelmshöhe ausrückende Bahnen genutzt, die ihre Fahrt als Linie 8 zur Hessenschanze fortsetzen. Daneben erfolgt die Nutzung als Wende- und Abstellmöglichkeit bei Veranstaltungen in der Stadthalle oder bei Sperrung der Strecke Richtung Hessenschanze.
Vom Bahnhof Wilhelmshöhe geht es weiter in Richtung Westen und Süden auf folgenden Strecken:
- Wilhelmshöhe: Linie 1

An der Haltestelle Hessischer Rundfunk befindet sich der Betriebshof Wilhelmshöhe. Hier ist unter anderem die Hauptwerkstatt und eine große Abstellhalle angesiedelt. Mit Einführung der Doppeltraktionen im Dezember 2013 wurde die Haltestelle Weißensteinstraße in der Wendeschleife Wilhelmshöhe aufgegeben.
- Wendeschleife Rolandstraße: ohne Linienverkehr

Vom Bahnhof Wilhelmshöhe geht es stadtauswärts nach links, wie die Strecken nach Druseltal und Oberzwehren, dann biegt die eingleisige Strecke und nur in einer Richtung befahrbare Strecke nach rechts ab, und mündet schließlich nach einer Haltestelle (Rolandstraße) wieder in der Strecke von Wilhelmshöhe zum Bahnhof Wilhelmshöhe. Die Haltestelle Rolandstraße ist in Fahrtrichtung links gebaut. Trotzdem waren auf der Linie 7 häufig Einrichtungsfahrzeuge (Ausstieg nur rechts möglich) anzutreffen. Mit der Einführung des neuen Liniennetzes am 25. März 2018 verlor die Schleife ihren planmäßigen Linienverkehr.
- Druseltal: Linie 4

Die Strecke liegt im gesamten Verlauf im Straßenraum und ist durchgehend zweigleisig. An der Haltestelle Brabanter Straße zweigte bis 1994 ein eingleisiger Abschnitt zur Kurhausstraße ab, der dort nur eine Haltestelle später stumpf endete. Diese Strecke wurde bis 2014 vom „Bergparkbus“ (Linie 23) befahren, der bis zur Endhaltestelle/Wendeschleife Wilhelmshöhe (Park) fuhr und dort auf dem Parkplatz Ochsenallee hielt. Die Wendeschleife Druseltal wurde 1991 neu gebaut, da sich an der bisherigen steilen Endhaltestelle einige Unfälle ereigneten. Seitdem können auch Einrichtungsfahrzeuge ins Druseltal fahren.
An der Endstation gibt es Anschlüsse zur Linie 21 nach Brasselsberg/Nordshausen und mit der Linie 22 zum Herkules. Die Linie zum Herkules soll eventuell durch eine verlängerte Straßenbahn ersetzt werden, um somit den wichtigsten Abschnitt der Herkulesbahn zu reaktivieren.
- Brückenhof: Linien (2), 3, 6 und 7

Die Strecke wurde zwischen 1992 und 1998 eröffnet. Vorher fuhren hier die Buslinien 20 und 21. Die Strecke ist durchgehend zweigleisig und unabhängig vom Straßenverkehr gebaut worden. Die Kreuzungen sind wie unbeschrankte Bahnübergänge gestaltet, lediglich an zwei Kreuzungen hat die Bahn nicht grundsätzlich Vorrang. An der Haltestelle Schulzentrum Brückenhof gibt es eine von Süden befahrbare Wendeschleife. Diese wurde gebaut als Ersatz für einen ebenfalls nur von Süden befahrbaren Abzweig nach Nordshausen, der nie realisiert wurde. Dorthin fährt heute die Buslinie 21. Zwei Stationen später endet die Strecke in einem Gleisdreieck mit Strecken zum Innenstadtring und nach Mattenberg/Baunatal.

### Haltestellen

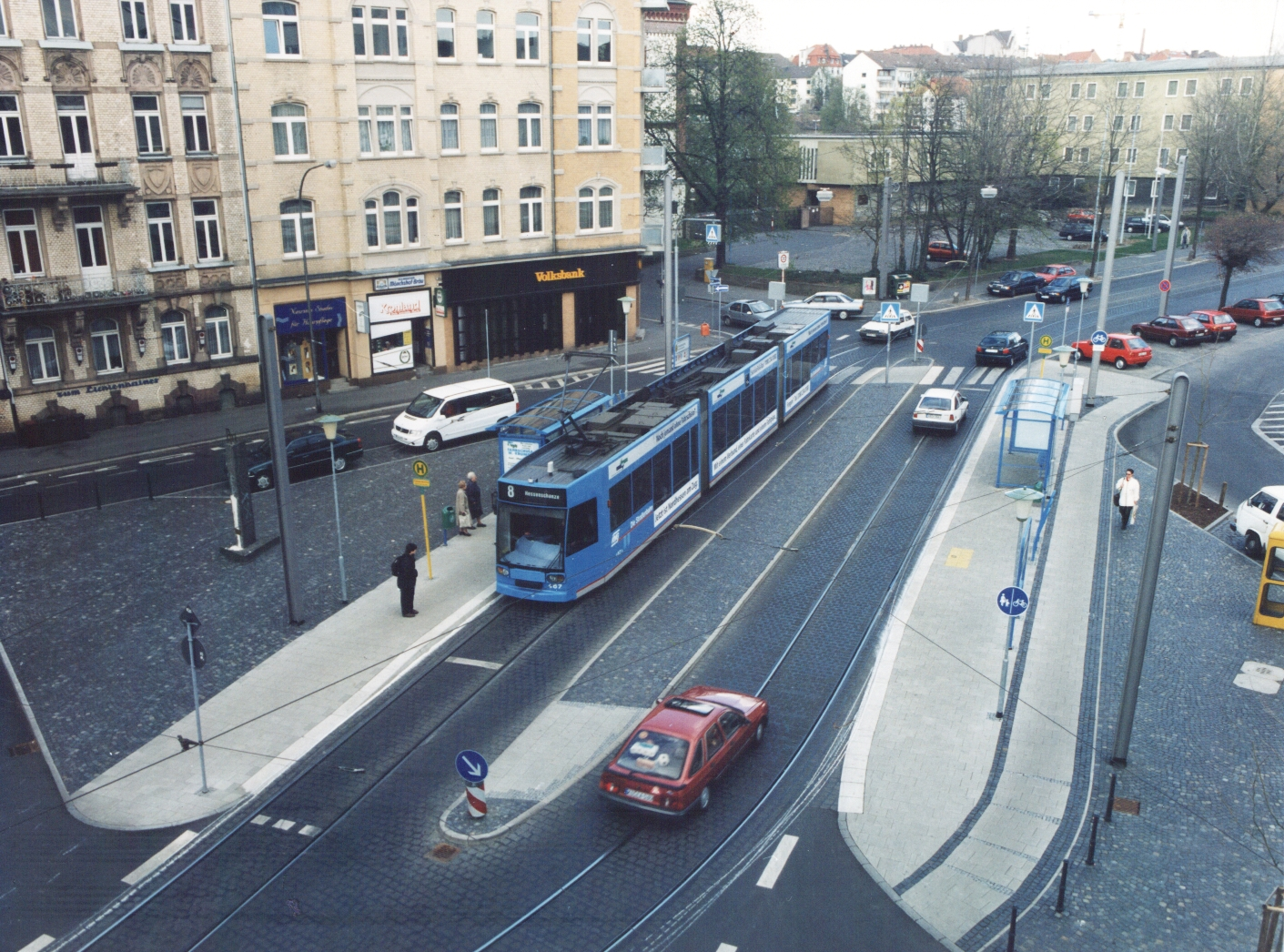
Haltestelle Friedenskirche in den späten 1990er Jahren

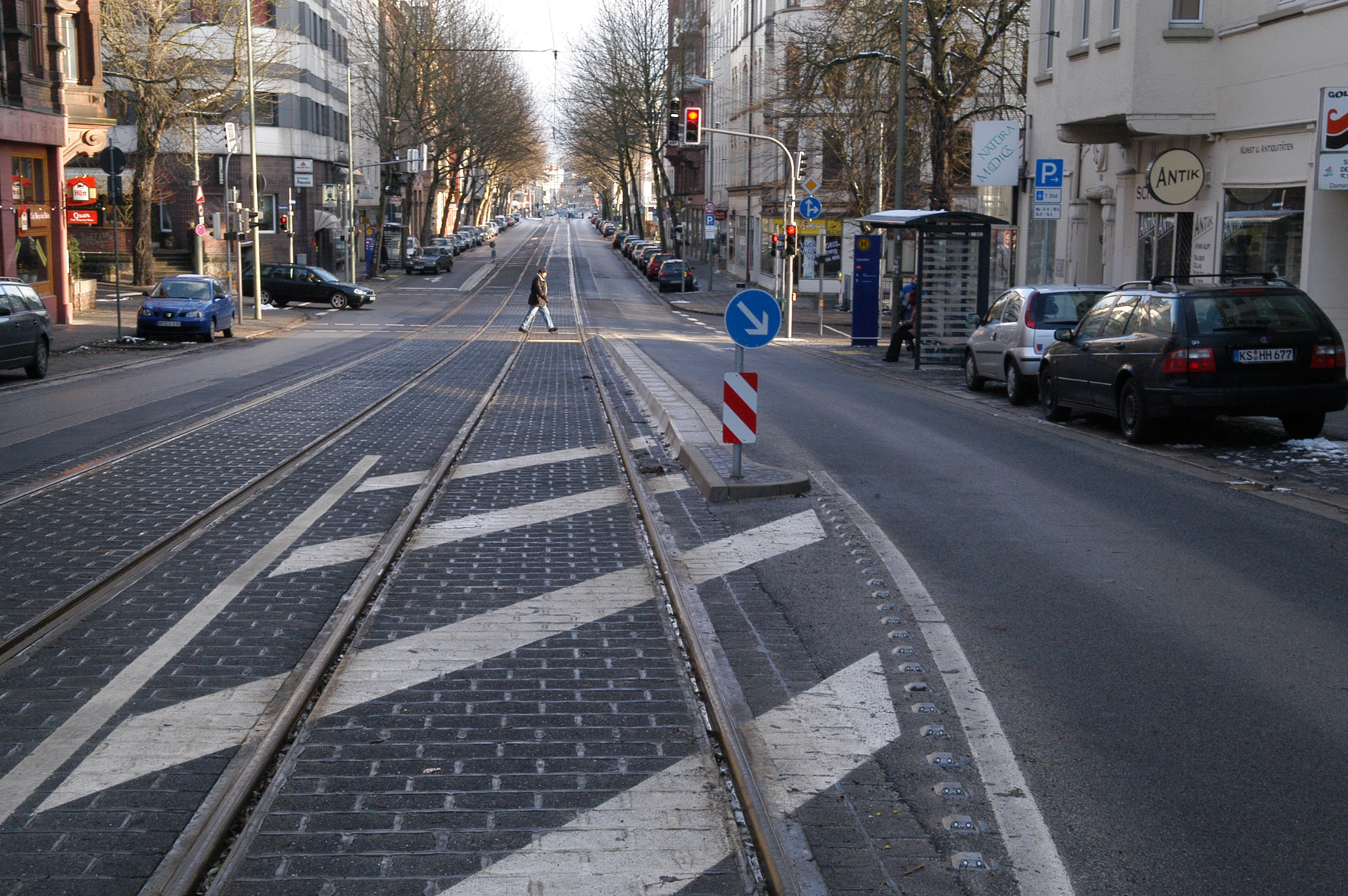
Haltestelle Querallee mit Fahrbahnanhebung, mittlerweile ist dies aber nicht mehr der Fall.

1968 ging in Kassel ein kurzer Tunnelabschnitt in Betrieb. Im Tunnel befand sich der U-Bahnhof Hauptbahnhof, 2005 wurde die Anlage weitestgehend stillgelegt.
In den letzten Jahren sind viele Haltestellen niederflurgerecht und damit barrierefrei ausgebaut worden. Einige Haltestellen sind zu Kap-Haltestellen ausgebaut worden wie die Haltestelle Friedenskirche auf dem Karl-Marx-Platz.
Am 16. Dezember 2005 wurde die Haltestelle Querallee im vorderen Westen neu eröffnet. Um auch diese Haltestelle barrierefrei zu gestalten, wurden die sich rechts neben den Gleisen befindenden Fahrbahnen im Haltestellenbereich angehoben. Damit können Personen mit Kinderwagen, Rollstuhl oder Rollator problemlos in die Straßenbahn ein- und aussteigen. Vor der Haltestelle wurde eine Lichtzeichenanlage installiert, die bei Einfahren der Straßenbahn in die Haltestelle den Kraftfahrzeugverkehr anhält. Somit ist auch ein gefahrloser Fahrgastwechsel möglich. Dies ist die erste Haltestelle in Kassel mit einer Anhebung der Fahrbahn.
Nach dem 2018 erfolgten barrierefreien Ausbau der Haltestelle Wolfsanger und des stadtauswärtigen Haltepunktes (Richtung Druseltal) der Haltestelle Hugo-Preuß-Straße werden noch zwei Haltestellen in Teilen nicht barrierefrei sein. Die Haltestelle Mittelring ist in beiden Richtungen auch weiterhin nur mit Hilfe des Fahrpersonals (Klapprampe) barrierefrei. Dies entspricht einem Anteil von rund 99 % Prozent bei 128 angefahrenen Haltestellen. Zusätzlich sind die nicht planmäßig bedienten Haltestellen Rolandstraße, Arbeitsamt, Polizeipräsidium und Stadthalle (Kattenstraße) nicht barrierefrei. Die Haltestelle Arbeitsamt existiert nicht mehr, dadurch benötigt sie auch keinen barrierefreien Ausbau.
Bei dem Umbau der Haltestellen werden diese grundsätzlich mit Blindenleitsystemen ausgestattet. Die Zugänglichkeit der Haltestelle ist häufig von allen vier Seiten gesichert möglich.
Viele Haltestellen, insbesondere die zentralen, sind mit Lautsprecheranlagen ausgerüstet, um bei Betriebsstörungen die Fahrgäste zu informieren.
Die Straßenbahnhaltestellen im Stadtgebiet sowie auf den Strecken nach Baunatal, Hessisch Lichtenau und Vellmar verfügen mittlerweile alle bis auf wenige Ausnahmen über DFI-Systeme.
Des Weiteren gab die KVG am 15. Dezember 2011 bekannt, dass bis Ende 2013 alle Haltestellen der Linie 1 auf 60 Meter Länge verlängert werden sollen, damit zukünftig ein Doppeltraktionsbetrieb auf der Linie 1 möglich sei. Dieses wurde notwendig, weil durch die Eröffnung der Strecke nach Vellmar die Fahrgastzahlen stark angestiegen sind. Im Bereich der Königsstraße werden die Züge so halten, dass vom ersten Wagen alle Türen ebenerdig zur Haltestelle sind und am zweiten Wagen mindestens die erste, da am Rathaus und am Friedrichsplatz nicht der nötige Platz zur Verlängerung vorhanden ist.
Beide Projekte werden durch das Land Hessen mit 5,2 Millionen Euro gefördert.
Um zukünftig die Beiwagen bevorzugt auf der „neuen“ Linie 6 einsetzten zu können, werden die Haltestellen auf der Frankfurter Straße und Ihringshäuser Straße sowie auf der Baunataltrasse bis zur Stadtgrenze Baunatal auf eine Nutzlänge von 45 m verlängert. Auch die Haltestellen zwischen Oberzwehren Mitte und Walther-Schücking-Platz werden in dieser Baumaßnahme verlängert, um im Umleitungsfall auch über den Bahnhof Wilhelmshöhe fahren zu können. Die Beiwagen fahren mittlerweile aber auch auf der Linie 3. Dabei werden die Haltestellen mit einem Blindenleitsystem ausgestattet sowie barrierefrei ausgebaut. Dieser Umbau wird vom Land Hessen mit rund 1,2 Millionen Euro gefördert.
Zusätzlich wird die Stromversorgung für die Beiwagen in diesem Bereich angepasst. Auch dies wird vom Land Hessen bezuschusst.

## Fahrzeuge

### Generationen und Typen

#### 401-416; 417–422 (N8C)

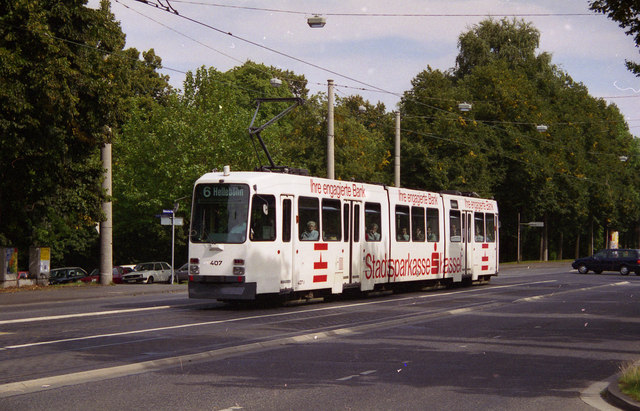
Triebwagen 407 auf der Wilhelmshöher Allee, oberhalb des Bundessozialgerichts

In den 1980er Jahren beschaffte die Kasseler Verkehrs-Gesellschaft in zwei Losen 22 Hochflur-Zweirichtungsfahrzeuge des Typs N8C von Düwag. 1981 wurden die Triebwagen 401–416 und 1986 die Triebwagen 417–422 (erste Serie mit Choppersteuerung mit klassischen Thyristoren und Löschkreis mit Umschwingdrossel, zweite Serie mit Gate-Turn-Off- (GTO-) Thyristoren im vereinfachten Löschkreis („Hybridchopper“)) geliefert. Dieser Typ ist ein Standardwagen, der bundesweit anzutreffen ist beziehungsweise war. Die ersten Fahrzeuge wurden rechtzeitig zur 1981 in Kassel stattfindenden Bundesgartenschau ausgeliefert. Die Fahrzeuge der ersten Serie von 1981 (401-416) wurden bereits 2014 an die Straßenbahn Danzig verkauft (dort Triebwagen 1161-1176, mit Niederflur-Einstiegen in den Mittelteilen und neuen Frontmasken).
Die über 54 Sitzplätze verfügenden Wagen sind mittlerweile die einzigen Hochflur-Fahrzeuge der KVG. Schon seit Mitte der 2000er Jahre konnte die KVG abends und an Wochenenden auf Einsatz dieser Wagen verzichten, da dann genug Niederflurwagen zur Verfügung standen. Von Ausnahmefällen abgesehen beschränkte sich der N8C-Einsatz also schon recht früh allein auf die Wochentage. Bis 2012 traf man sie primär auf den Linien 6 und 7, auf Verstärkerkursen der Linien 1 und 5 (als 1E und 5E gekennzeichnet) sowie auf morgendlichen E-Wagen an.
Seit der sukzessiven Indienststellung der NGT8 ab März 2012 zogen sich die N8C aus dem Linienverkehr zurück. Die Vertreter der ersten Lieferserie von 1981 wurden nach und nach aus dem Verkehr gezogen und im ehemaligen Tunnel am Hauptbahnhof abgestellt; dort hielt man sie aber zunächst betriebsbereit. Bis März 2013 waren bis auf zwei alle älteren N8C ausgemustert, die letzten beiden folgten dann im Sommer 2014. Zwischen August und November 2014 wurden die Wagen 401 bis 416 nach Polen abtransportiert. Seit 2015 fahren sie nach vorheriger Modernisierung in Danzig.
Die 1986 gebauten Triebwagen 417 bis 422 verblieben in Kassel. Am 28. Oktober 2019 wurden auch die Triebwagen 417, 419 und 422, die nach Unfallschäden nicht mehr repariert wurden, als Ersatzteilspender nach Danzig abgegeben.
Heute befinden sich nur noch die Wagen 418 und 420 im Bestand der KVG. Sie kommen planmäßig nur noch auf morgendlichen Verstärkerfahrten, auf der Linie 7 (Umlauf 705) sowie als Fahrschule zum Einsatz, Sonstige Linieneinsätze sind nicht die Regel. Die N8C-Triebwagen dürfen die EBO-Strecken nach Baunatal und Hessisch Lichtenau nicht befahren. Der Umlauf 705 wird allerdings nicht mehr genutzt, da die Linie 7 wegen Fahrermangel gekürzt wurde und nur noch zum Polizeipräsidium fährt. Dafür werden nur 3 Kurse benötigt. (Stand 07/2024)
| Wagennummer | HU-Datum   | Status                                                                  |
| ----------- | ---------- | ----------------------------------------------------------------------- |
| 417         | 02.02.2010 | am 28. Oktober 2019 abgegeben nach Danzig                               |
| 418         | 06.01.2020 | in Betrieb                                                              |
| 419         | 20.08.2011 | am 28. Oktober 2019 abgegeben nach Danzig                               |
| 420         | 07.09.2018 | in Betrieb                                                              |
| 421         | 13.09.2018 | wird verschrottet, Drehgestelle nach Dortmund (Stand Anfang April 2025) |
| 422         | 14.04.2010 | am 28. Oktober 2019 abgegeben nach Danzig                               |

#### 451–465; 466–475 (6ENGTW bzw. NGT6C)

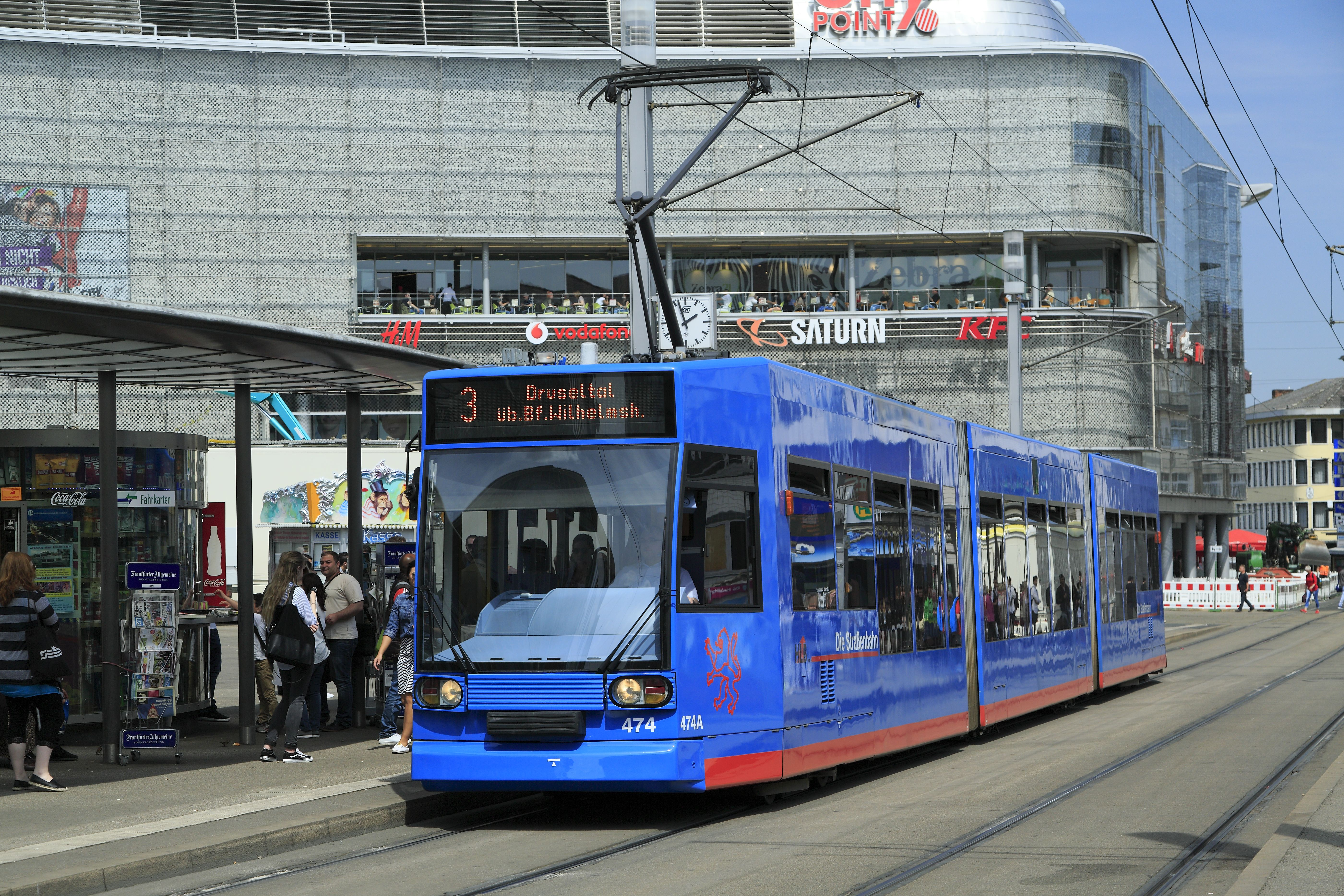
Triebwagen 474 auf der Linie 3 am Königsplatz

Von 1990 bis 1994 lieferte die Duewag die ersten Niederflurwagen für die Straßenbahn Kassel. Die 25 Fahrzeuge sind dreiteilige Einrichtungswagen mit Einzelrad-Einzelfahrwerken unter dem Mittelteil. Seit 2014 werden die meisten Wagen modernisiert. Ebenfalls 2014 wurde jedoch auch ein erstes Fahrzeug unfallbedingt abgestellt. Nach vereinzelten weiteren Ausmusterungen sind noch 21 Fahrzeuge vorhanden.
Das Haupteinsatzgebiet der NGT6C sind die Linien 2, 3, 5 und 8. Die meisten Fahrzeuge können die Eisenbahnstrecke nach Baunatal befahren. Für jene nach Hessisch Lichtenau wurden sie jedoch nicht zugelassen.

#### 601–622, 631–640 (8NGTW)

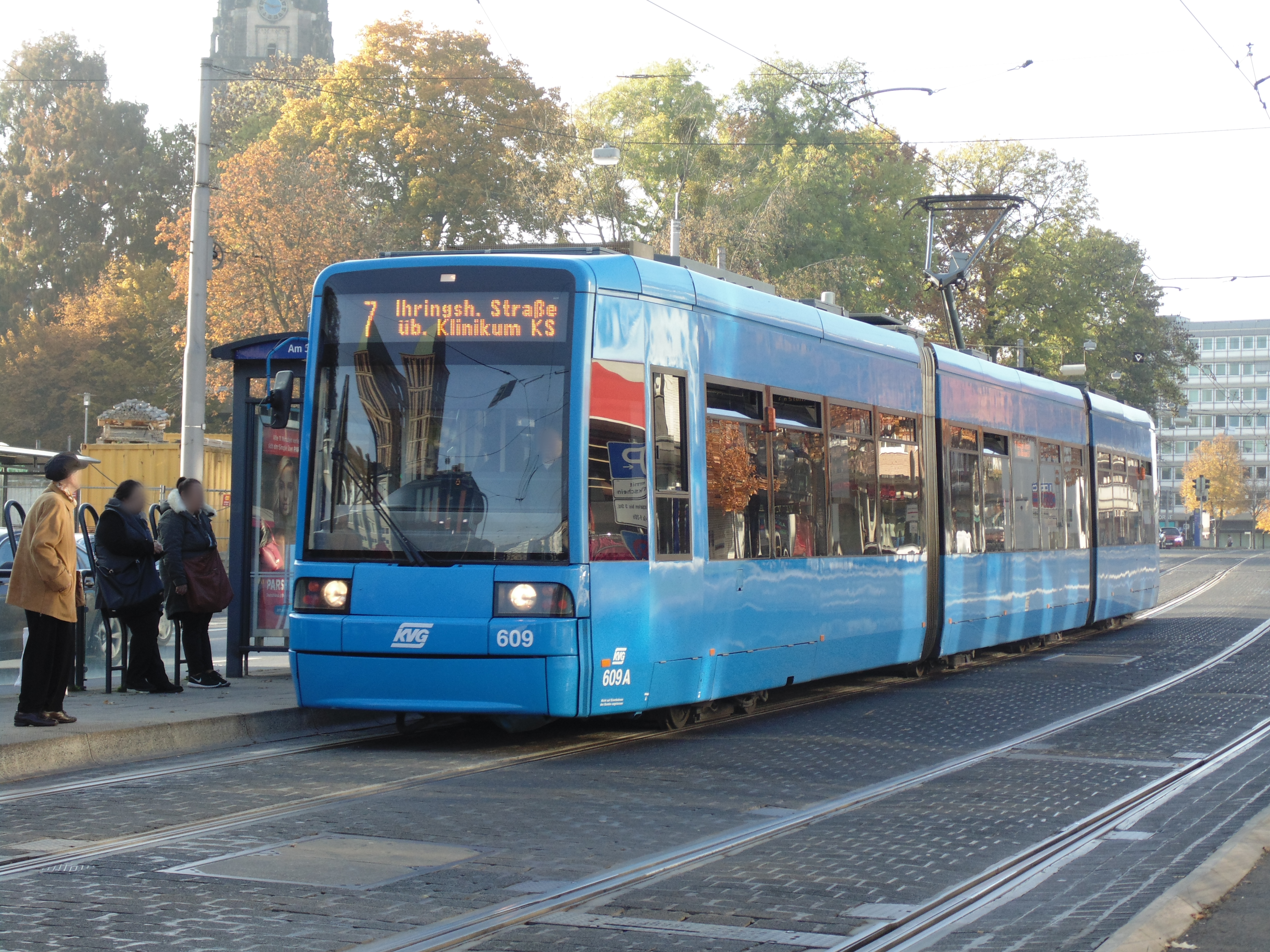
Triebwagen 609 als Linie 7 am Stern

Die schlechten Erfahrungen mit dem EEF führten dazu, dass dieser Fahrzeugtyp nicht weiter beschafft werden sollte. Vielmehr wurde bei Bombardier Transportation eine neue Triebwagengeneration in Auftrag gegeben. Der Mittelteil diese Wagen läuft auf zwei Losraddrehgestellen, wobei ein besseres Fahrverhalten festgestellt wurde. Die Typenbezeichnung lautet 8NGTW (Flexity Classic). Die Fahrzeuge wurden von 1999 bis 2003 ausgeliefert, 601 bis 612 und 636 bis 640 gehören der KVG, 613 bis 622 und 631 bis 635 der RBK. Diese Fahrzeuge wurden für die Strecke nach Hessisch Lichtenau konzipiert, sollen aber auch auf dem bestehenden Netz fahren können.
Trotzdem konnte die Wagenkastenbreite von 2,2 Meter (200er und 300er Serie) oder 2,3 Meter (400er Wagen) dank der Anordnung der Laufdrehgestelle unter dem Mittelwagen („Freiburger Konfiguration“) bei vermindertem Drehmittenabstand auf 2,4 Meter vergrößert werden, nur die Anordnung der Türen musste an die Baunataler Haltestellen angepasst werden.
Die Einrichtungswagen wurden als 601–622 eingereiht. Sie kommen mit Ausnahme der Linie 7 im gesamten Netz zum Einsatz, primär jedoch im Beiwagenbetrieb auf den Linien 1 und 6 sowie solo auf der Linie 4. Die Zweirichtungswagen 631–640 kommen auf allen Linien zum Einsatz, sind jedoch für die Linie 7 sowie Zweirichtungswagen benötigende Kurse der Linien 4 und 5 prädestiniert.
Nachdem die Fahrzeuge ursprünglich mit LCD-Matrixanzeigen ausgeliefert wurden, ist inzwischen (Stand Mai 2021) ein Großteil der Fahrzeuge mit LED-Matrixanzeigen ausgestattet. Seit dem Jahr 2020 werden die Fahrzeuge zudem mit LED-Scheinwerfern ausgerüstet und erhalten neue Innenanzeigen, die jenen der NGT8 entsprechen. Seit Anfang 2022 ist der Triebwagen 636 nach einem schweren Unfall mit Tw 455 (s. o., NGT6C) bei der IFTEC (Leipzig) repariert worden und am 12. Juli 2024 zurück geliefert worden. Der Triebwagen 605 ist nach einer Kollision mit einem LKW unter anderem vorn links eingedrückt und im A-Teil mittig rechts gestaucht; die Reparatur wurde mehrfach EU-weit ausgeschrieben; die Frist zur Angebotsabgabe verlängert.
Die Wagen sind für den Betrieb auf Eisenbahnstrecken ausgerüstet und zugelassen, allerdings nicht auf solchen des Bundes.

#### 651–672 (NGT8)

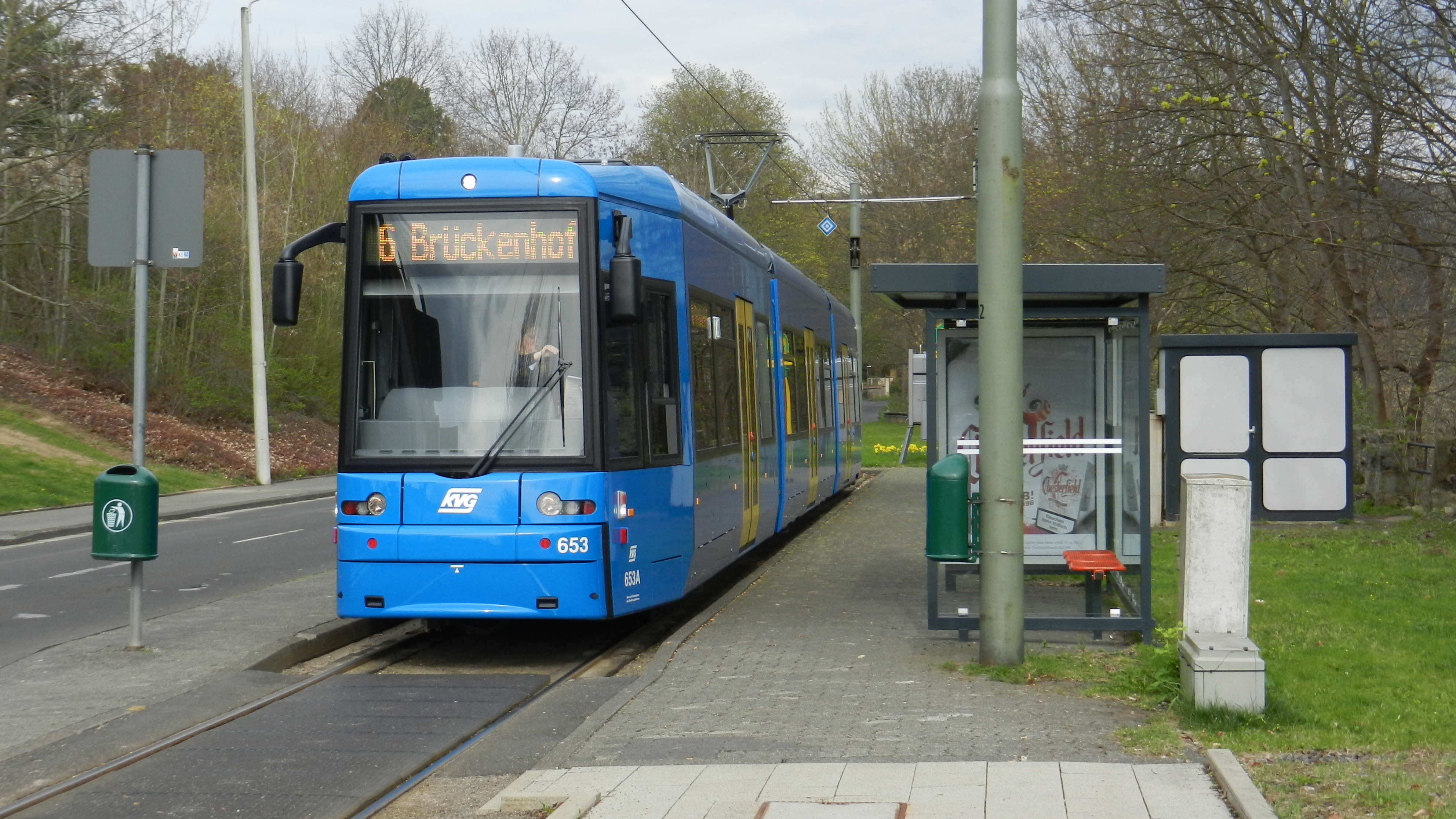
Triebwagen 653 an der Endstation Wolfsanger

Von November 2011 bis Juli 2013 wurden diese Fahrzeuge ausgeliefert. Es handelt sich um Zweirichtungs-Niederflurwagen Modell Flexity Classic. Die Fahrzeuge sollen die N8C-Triebwagen ersetzen.
Die Fahrzeuge sind 2,4 Meter breit und 30,04 Meter lang. Sie sind wie ihre Vorgänger, denen sie mechanisch weitgehend entsprechen, für den Betrieb auf Eisenbahnstrecken ausgerüstet und zugelassen, jedoch ebenfalls nicht auf Strecken des Bundes.
Ende 2011 sind die ersten beiden Wagen (651, 652) in Kassel eingetroffen. Seit dem 31. März 2012 wurden die ersten vier Fahrzeuge eingesetzt. Seit Herbst 2013 sind alle Fahrzeuge im Einsatz.
Die Wagen sind hauptsächlich auf den Linien 1 (meistens als Doppeltraktion), 4 und 7 eingesetzt, teilweise auch auf den Linien 3, 6 und 8. Einsätze auf der Linie 5 sind oft in den Abendstunden der Fall, wenn die Linie 6 nicht mehr verkehrt.
Am 19. März 2018 verunglückte der Tw 672 bei einem Unfall auf dem signalgesicherten Bahnübergang Oberzwehrener Straße schwer. Dort kam es zu einem Zusammenstoß mit einem Sattelschlepper, wobei das A-Teil der Bahn erheblich beschädigt wurde. Am 29. August 2018 wurde der Tw 672 nach monatelanger Abstellzeit ins Bombardier-Werk Bautzen abtransportiert, wo er ein neues A-Teil erhielt. Im Februar 2020 kehrte das Fahrzeug nach Kassel zurück.

#### 701–718, 751-760 (RegioTram-Triebwagen)

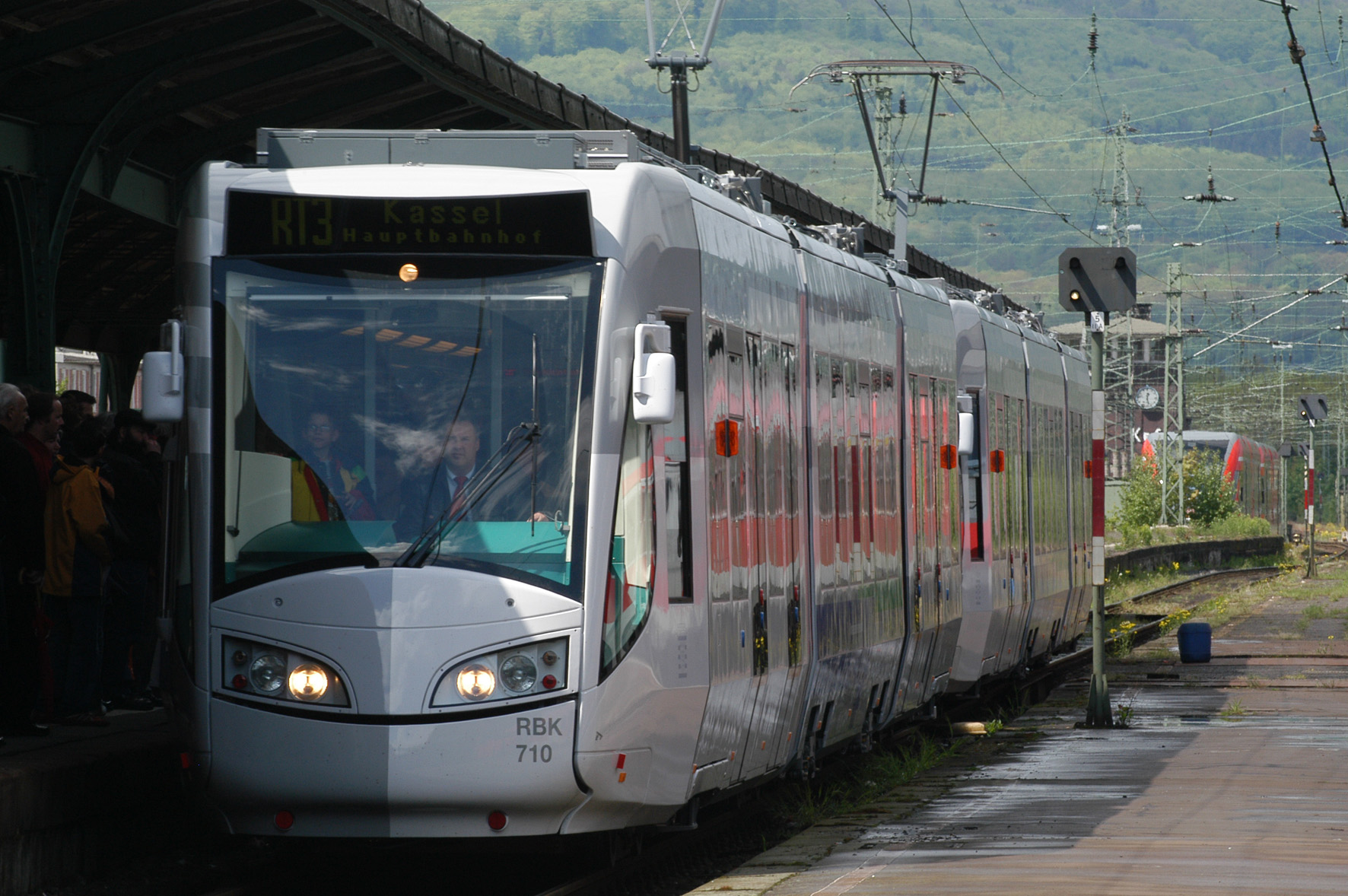
Regiotram am 8. Mai 2005 im Kasseler Hauptbahnhof

Für den Wechselbetrieb auf DB-Strecken wurden neue 2,65 Meter breite Regiotramwagen beschafft. Diese können sowohl in Kassel die Stadtstrecken befahren als auch auf Strecken der Deutschen Bahn übergehen. Hersteller dieser der Typenfamilie RegioCitadis angehörenden Fahrzeuge ist Alstom in Salzgitter.

#### Niederflurbeiwagen 4NBWE
Die KVG erwarb in den Jahren 2014/2015 fünfzehn gebrauchte Niederflurbeiwagen (Baujahr 2001/2002) von der Rostocker Straßenbahn RSAG. Sie verkehren nach Sanierung und Anpassung an die Kasseler Verhältnisse mit den 8ENGTW. Von 2016 bis 2019 gingen zehn Beiwagen in Betrieb. Bis zu fünf Kurse können auf der Linie 1 laufen, die übrigen Beiwagen kommen mit bis zu sechs Kursen auf der Linie 6 zwischen Ihringshäuser Straße und Schulzentrum Brückenhof zum Einsatz. Da inzwischen auch die Helleböhnstrecke mit längeren Bahnsteigen ausgestattet wurde, kann seit 2020 auch die Linie 3 mit Beiwagenzügen verkehren, was seitdem zumindest im Samstagsfahrplan auch praktiziert wird (s. unten).
Der Start des Beiwagenbetriebes auf der Linie 3 stand zunächst im Zusammenhang mit dem Beginn des Ausnahmezustandes durch den Ausbruch der COVID-19-Pandemie: Im Zuge des von Mitte März bis Ende April 2020 geltenden Notfahrplans wurde der Grundtakt der Straßenbahnlinien auf 30 Minuten reduziert, was einen betriebsbedingten Linienwechsel von 3 auf 6 und umgekehrt an der Endstation Ihringshäuser Straße zur Folge hatte. Auf diesem Umlaufverbund setzte die KVG Beiwagen ein, um damit das Platzangebot zu erhöhen. Seit dem Winter 2020/21 verkehren an Samstagen auf etwa jedem zweiten Zug des im Dezember 2018 eingeführten Umlaufverbundes der Linien 3 und 6 ebenfalls Beiwagengespanne. Durch den Linienwechsel an der Ihringshäuser Straße spart die KVG ein Fahrzeug ein.
Seit dem Jahr 2022 sind die Beiwagen auf LED-Rücklichter umgerüstet worden. Der Beiwagen 501 erhielt im Dezember 2021 am B-Ende und an der Seite eine orange LED-Linien- und Zielanzeige. Nach dem Test dieser orangen LED-Anzeige entschied sich die KVG im Februar 2022 jedoch analog zum neuen Gestaltungskonzept des NVV für weiße LED-Anzeigen. Mitte Februar 2022 wurde der voraussichtlich letzte Beiwagen 513 fertiggestellt.
| Nummer Kassel | Nummer Rostock | Ankunft Kassel | Umbauzustand und vsl. Inbetriebnahme                                   | Abnahme Kassel |
| ------------- | -------------- | -------------- | ---------------------------------------------------------------------- | -------------- |
| 501           | 857            | 18.11.2013     | in Betrieb                                                             | 06.09.2016     |
| 502           | 854            | 02.07.2014     | in Betrieb                                                             | 16.12.2016     |
| 503           | 762            | 02.09.2014     | in Betrieb                                                             | 11.04.2017     |
| 504           | 751            | 19.08.2014     | in Betrieb                                                             | 21.08.2017     |
| 505           | 859            | 07.10.2014     | in Betrieb                                                             | 06.11.2017     |
| 506           | 761            | 26.08.2014     | in Betrieb                                                             | 26.02.2018     |
| 507           | 856            | 28.07.2014     | in Betrieb                                                             | 16.07.2018     |
| 508           | 755            | 07.10.2014     | in Betrieb                                                             | 09.11.2018     |
| 509           | 862            | 21.10.2014     | in Betrieb                                                             | 03.05.2019     |
| 510           | 758            | 05.08.2015     | in Betrieb                                                             | 06.09.2019     |
| 511           | 756            | 27.10.2015     | in Betrieb                                                             | 26.11.2021     |
| 512           | 852            | 19.10.2015     | in Betrieb                                                             | 09.01.2022     |
| 513           | 760            | 12.10.2015     | in Betrieb                                                             | 01.02.2022     |
| n. z.         | 757            | 09.10.2014     | z-gestellt Betriebshof Ost – zzt. Ersatzteilspender, Sanierung möglich |                |
| n. z.         | 851            | 10.11.2015     | z-gestellt Betriebshof Ost – zzt. Ersatzteilspender, Sanierung möglich |                |

#### Škoda 50T (ab 2026)
Am 24. Juli 2023 wurde bekanntgegeben, dass Škoda Transportation bis zu 40 Fahrzeuge der Bauart ForCity Smart (Typenbezeichnung 50T) an die KVG liefern wird. 22 dreiteilige Zweirichtungswagen mit einer Länge von 30 Metern wurden dabei verbindlich bestellt, zudem besteht eine Option auf 18 weitere Fahrzeuge. Die Wagen werden mit Albertkupplungen ausgestattet und sind auch für Doppeltraktions- und Beiwagenbetrieb vorgesehen. Die Lieferung der ersten Fahrzeuge ist für 2026 vorgesehen, der Fahrgastbetrieb soll nach erfolgter Zulassung im Jahr 2027 aufgenommen werden.

### Fahrzeugeinsatz
Für den Liniendienst stehen vier Triebwagentypen zur Verfügung, nämlich die Typen NGT6C, 8ENGTW/8ZNGTW, NGT8 und N8C.
- Die sechsachsigen Niederflurtriebwagen aus den 1990er Jahren (Typ NGT6C) kann man grundsätzlich mit Ausnahme der Linie 7 auf allen Linien antreffen, dies variiert jedoch je nach Wochentag und Tageszeit. In der Woche verkehren sie tagsüber auf den Linien 2, 3, 5, (6) und 8 auf der Linie 1 in den Abendstunden, wenn keine Doppeltraktionen bzw. Beiwagengespanne benötigt werden. Samstags sind die NGT6C darüber hinaus auch auf Umläufen der Linie 4 eingesetzt, die nicht über Kaufungen-Papierfabrik hinausführen. Sonn- und feiertags beschränken sich NGT6C-Einsätze meistens auf die Linien 3, 6 und 8. Im Spätverkehr beschränken sich NGT6C-Einsätze meistens auf die Linie 1.
- Die zwischen 1999 und 2003 in Ein- und Zweirichtungsausführung gelieferten Niederflurwagen (8ENGTW bzw. 8ZNGTW) kann man auf allen Linien antreffen, primär jedoch auf den Linien 1, 4, 5 und 6. Vereinzelt trifft man auf der Linie 7 auch die 8ZNGTW an.
- Die NGT8-Fahrzeuge sind die neuesten Wagen der KVG und wurden zwischen 2011 und 2013 ausgeliefert. Sie kommen ebenfalls im gesamten Straßenbahnnetz zum Einsatz, zuvorderst aber auf den Linien 1, 4 und 7. Auf der Linie 5 Richtung Baunatal-Großenritte wurden die Wagen dieses Typs anfangs kaum eingesetzt, seit der Liniennetzreform 2018 etwas häufiger, dann aber vorwiegend abends und am Wochenende.
- Sowohl die NGT8 als auch die 8ENGTW und 8ZNGTW ersetzen in den Abendstunden häufig die älteren Niederflurwagen vom Typ NGT6C. Diese sind nur noch auf den Linien 1 und 8 beschränkt. Die NB4-Beiwagen fahren nur zur Tageszeit.
- Die Einsätze der letzten verbliebenen Hochflurwagen vom Typ N8C verminderten sich mit der Einführung des neuen KVG-Liniennetzes am 25. März 2018 deutlich. So gibt es seitdem nur noch zwei E-Wagen-Kurse in der morgendlichen Hauptverkehrszeit, wo planmäßig mit Einsätzen des Hochflurtyps zu rechnen ist. Diese Kurse verkehren vom Mattenberg bis Rathaus/Fünffensterstraße und von dort aus weiter in Richtung Bahnhof Wilhelmshöhe. Bei einem angeschlagenen Fuhrpark sind beide noch verfügbaren Triebwagen (418 und 420) in der Frühspitze im Einsatz. Je nach Bedarf sind sie zu diesen Zeiten auch auf Kursen der Linien 1, 3 und 4 zu sehen. In sehr seltenen Fällen gibt es auch noch N8C-Einsätze tagsüber, dann bevorzugt auf den Linien 7 oder 8. Seit dem 24. April 2023 kamen die Triebwagen planmäßig auf der Linie 7 (Umlauf 705) zum Einsatz. Der Umlauf 705 existierte danach nicht, da die Linie 7 angepasst wurde und am Polizeipräsidium endete. Dafür wurden mit Stand 07/2024 nur drei Züge benötigt. Seit dem 13. Januar 2025 fährt die Linie 7 wieder regulär. Es gibt auch wieder einen Umlauf mit N8C, der seit dem Unfall des Wagens 421 nicht immer mit einem N8C besetzt ist.

Am 24. Juli 2023 wurde bekannt, dass die KVG 22 neue Triebwagen von Skoda Transportation bestellte, diese sollen 88 Millionen Euro kosten und ab 2027 in den Linieneinsatz kommen.

## Planung
Weiterhin bestehen folgende Planungen und Ideen, das Straßenbahnnetz perspektivisch auszubauen:
- Unterneustadt–Waldau (Kategorie 1 im Nahverkehrsplan 2014)
- Druseltal–Herkules (Kategorie 2 im Nahverkehrsplan 2014)
- Innenstadt–Rothenditmold–Harleshausen (Kategorie 3 im Nahverkehrsplan 2014)
- Fuldatal-Ihringshausen (seit 2014 im Verkehrsentwicklungsplan 2030)
- Schauenburg
- Niestetal-Sandershausen
- Lohfelden

Teilweise haben sich bereits Bürgerinitiativen für oder gegen diese Vorhaben gebildet.
Wegen der sehr dichten Taktung der Bahnen in der Königsstraße gab es Bestrebungen, diesbezüglich eine Änderung wie eine Umleitung mancher Linien über Ständeplatz zu bewirken.
In Lohfelden scheiterte es 2014 am finanziellen Eigenanteil, den die Gemeinde zu tragen hätte. Seit 2021 befindet sich eine neue Tramstrecke über Waldau nach und durch Lohfelden in der Planung.
Die Strecken nach Bossental und Jungfernkopf wurden im Juni 2013 aus dem Nahverkehrsplan der Stadt Kassel gestrichen.